# Großer und Kleiner Engel

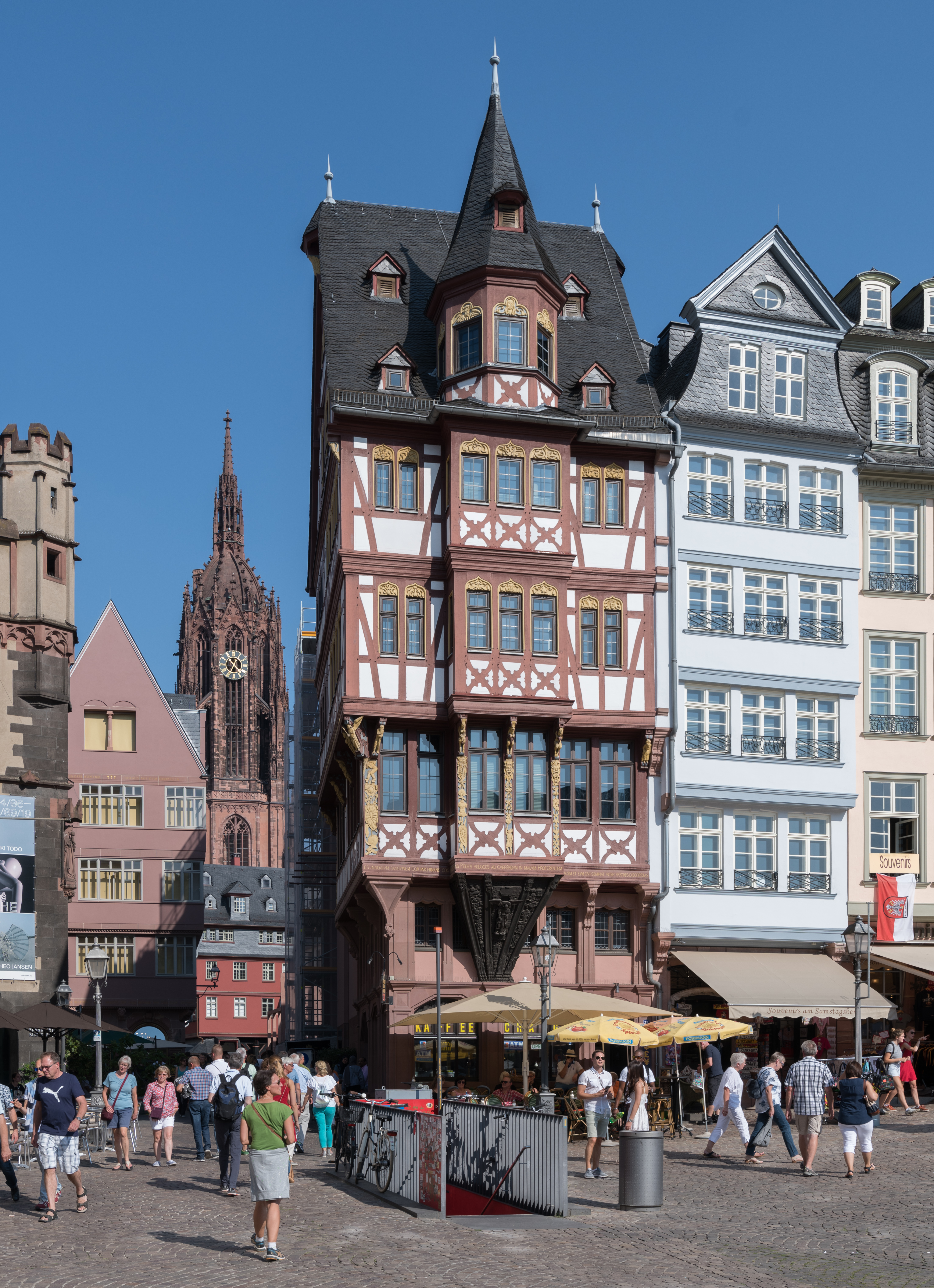
Großer Engel, vom Römerberg aus gesehen, im Hintergrund der Turm des Doms, Aug 2019

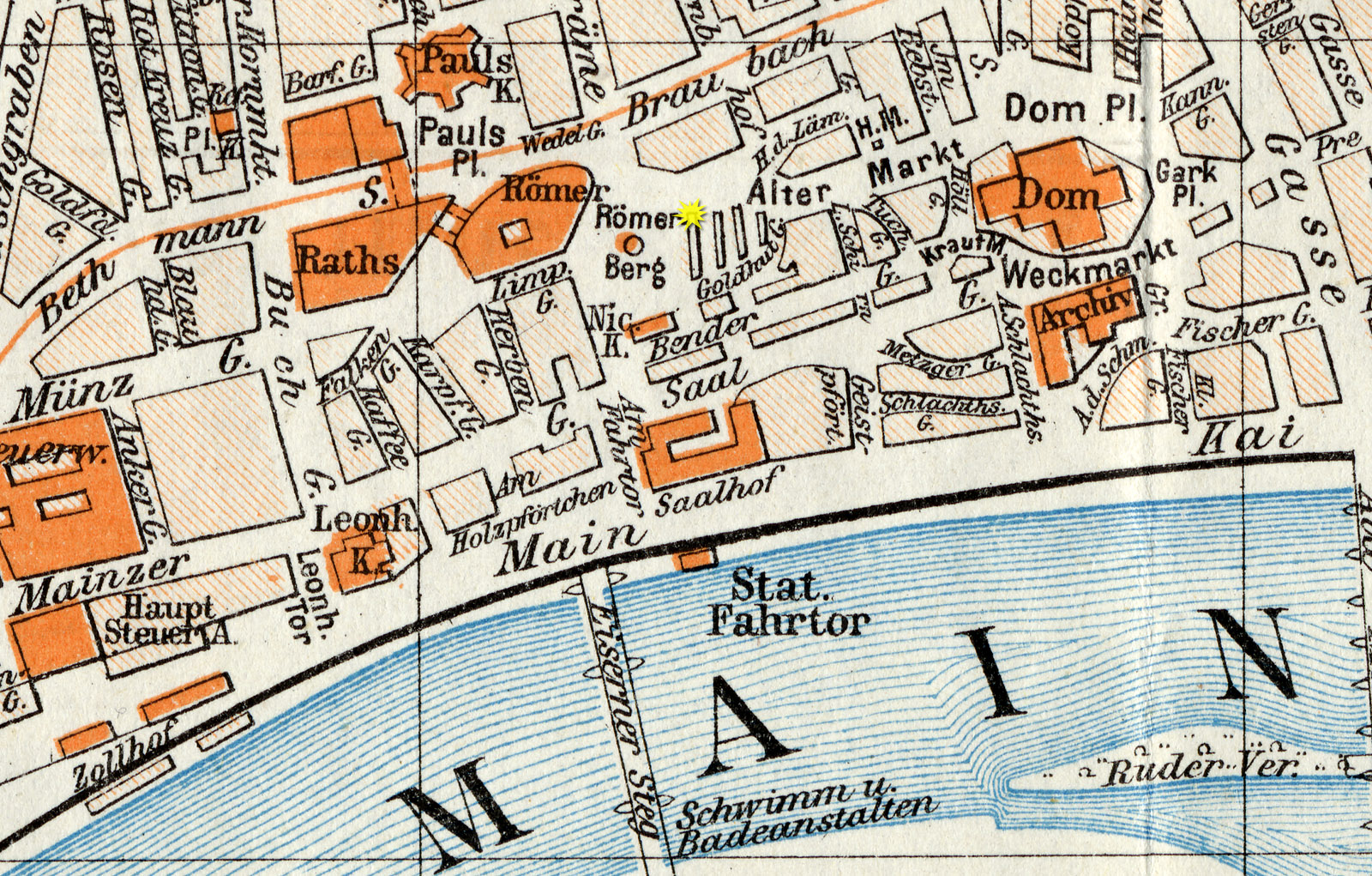
Position des Gebäudes in der Frankfurter Altstadt
(Chromolithografie, 1904)

Das Haus Großer Engel ist ein historisches Gebäude in Frankfurt am Main. In der den Römerberg begrenzenden „Ostzeile“ ist es das nördlichste, für den frontalen Betrachter ganz linke Gebäude mit der Adresse Römerberg 28. Im Süden grenzt das Bauwerk an das Haus Goldener Greif an, zum Norden hin eröffnet sich die Straße Markt. Im Osten ist der Große Engel mit dem Haus Kleiner Engel verbunden, so dass beide Gebäude einen historisch und architektonisch zusammengehörigen Komplex bilden.
1562 entstand, unter Zusammenfassung der beiden vorgenannten Parzellen und eventuell auch teilweise älterer Substanz, der schmuckreichste Privatbau der späten Gotik in Frankfurt. Als Eckhaus der einst geschlossen bebauten Gasse Markt mit dem sich in Blickrichtung dahinter erhebenden Dom war und ist vor allem der Große Engel seitdem eines der am häufigsten dargestellten und später auch fotografierten Motive der Frankfurter Altstadt.
Im Zweiten Weltkrieg wurden der Große und der Kleine Engel während der Luftangriffe auf Frankfurt am Main fast vollständig zerstört, 1983–1984 im Zuge der Rekonstruktion der Ostseite des Römerbergs aber weitgehend originalgetreu wieder aufgebaut.

## Geschichte

### Vorgeschichte

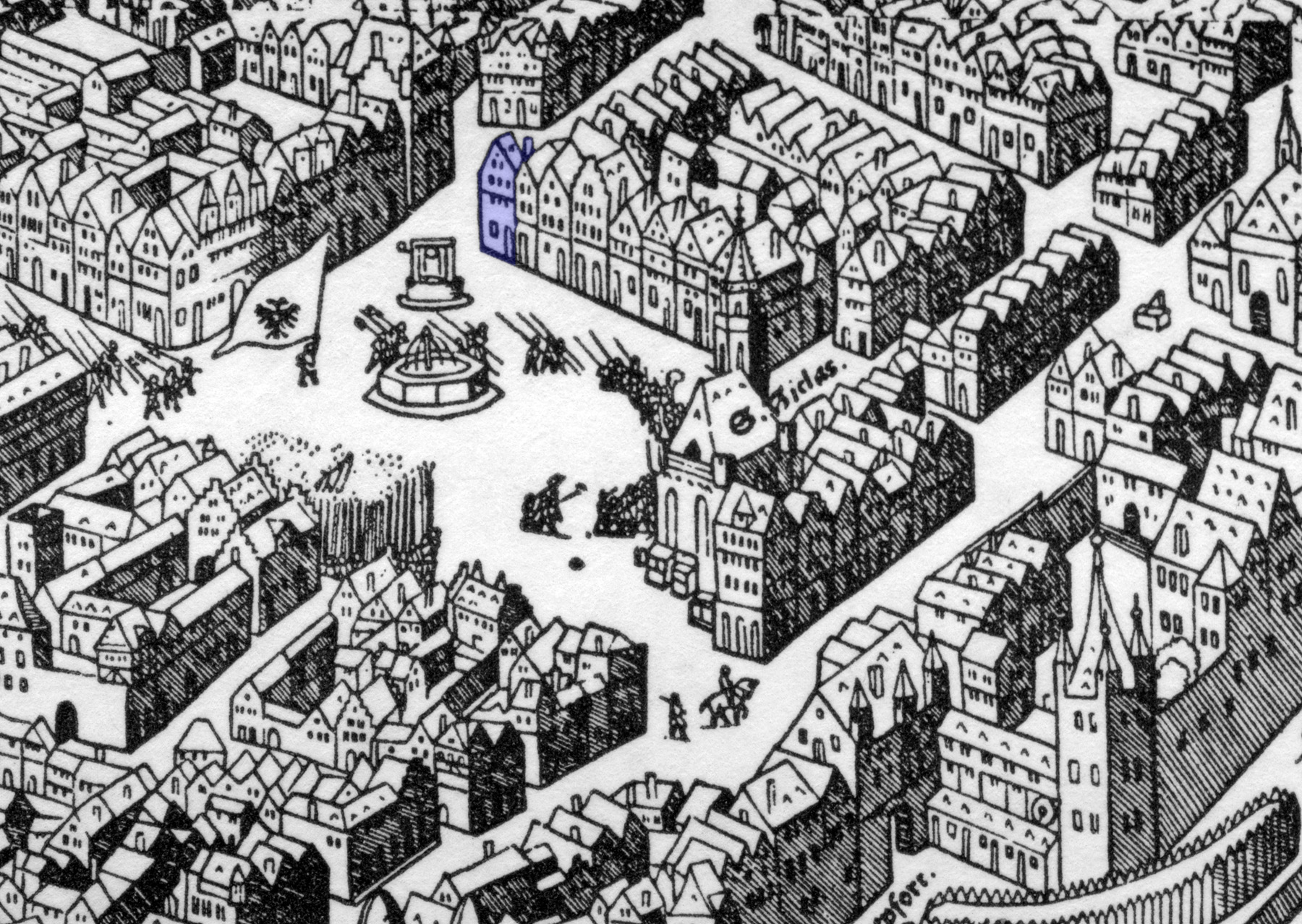
Römer- und Samstagsberg mit mutmaßlichen Vorgängerbauten, 1552
(Holzschnitt von Conrad Faber von Kreuznach)

Der Große Engel wurde 1342 erstmals urkundlich erwähnt, einige nichturkundliche Quellen gehen bis auf das Jahr 1230 zurück und bringen den Namen des Gebäudes mit seinem offenbar ersten Besitzer, Angelus de Sassen in Verbindung. Dagegen finden sich schriftliche Hinweise auf den Kleinen Engel erst im 15. Jahrhundert. Es ist ungeklärt, inwiefern daraus geschlossen werden kann, ob diese beiden ursprünglichen Gebäudeteile zeitlich aufeinander folgend errichtet wurden.
Im weiteren Verlauf der Geschichte urkundlich belegbar ist, dass das Gebäude 1458 in das Eigentum des Münzmeisters Friedrich Nachtrabe überging, der im Erdgeschoss eine Wechselstube eröffnete. Der nachfolgende Eigentümer war der Frankfurter Bürger Kaspar Schott, dessen Familie den Großen Engel wohl ab Ende des 15. Jahrhunderts besaß. Offensichtlich führte er die Geschäfte seines Vorgängers fort, hatte er doch, was eine erhaltene Hausurkunde bestätigt, von 1488 bis 1503 zusammen mit dem kurmainzischen Patrizier und Münzmeister Hans Bromm eine Wechselstube im Großen Engel.
Wohl der Tatsache, dass das Gebäude auch unter nachfolgenden Eigentümern diese Funktion weiter erfüllte, ist sein ab dieser Zeit bis ins späte 19. Jahrhundert erhaltener Alternativname „die Wechsel“ respektive „Zum Wechsel“ geschuldet. Die Lage des Gebäudes am Eingang des Markt war dafür ideal: als eine der damaligen Haupteinkaufsstraßen war er an Bedeutung in etwa mit der heutigen Zeil vergleichbar.

### 16. Jahrhundert bis zum Zweiten Weltkrieg

#### Entstehung des Hauses in seiner heutigen Form

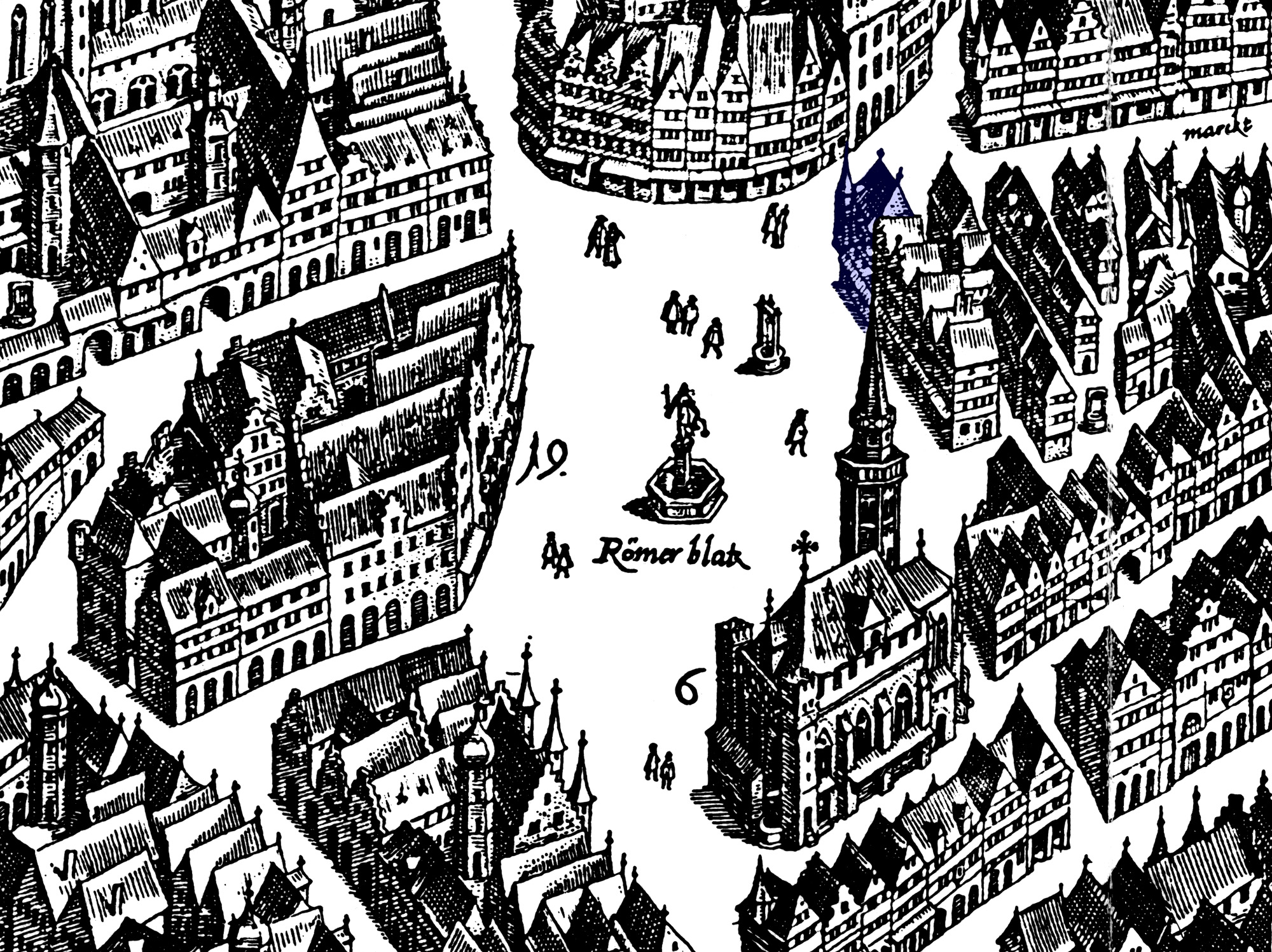
Gebäude und der Römerberg, 1628
(Kupferstich von Matthäus Merian d. Ä.)

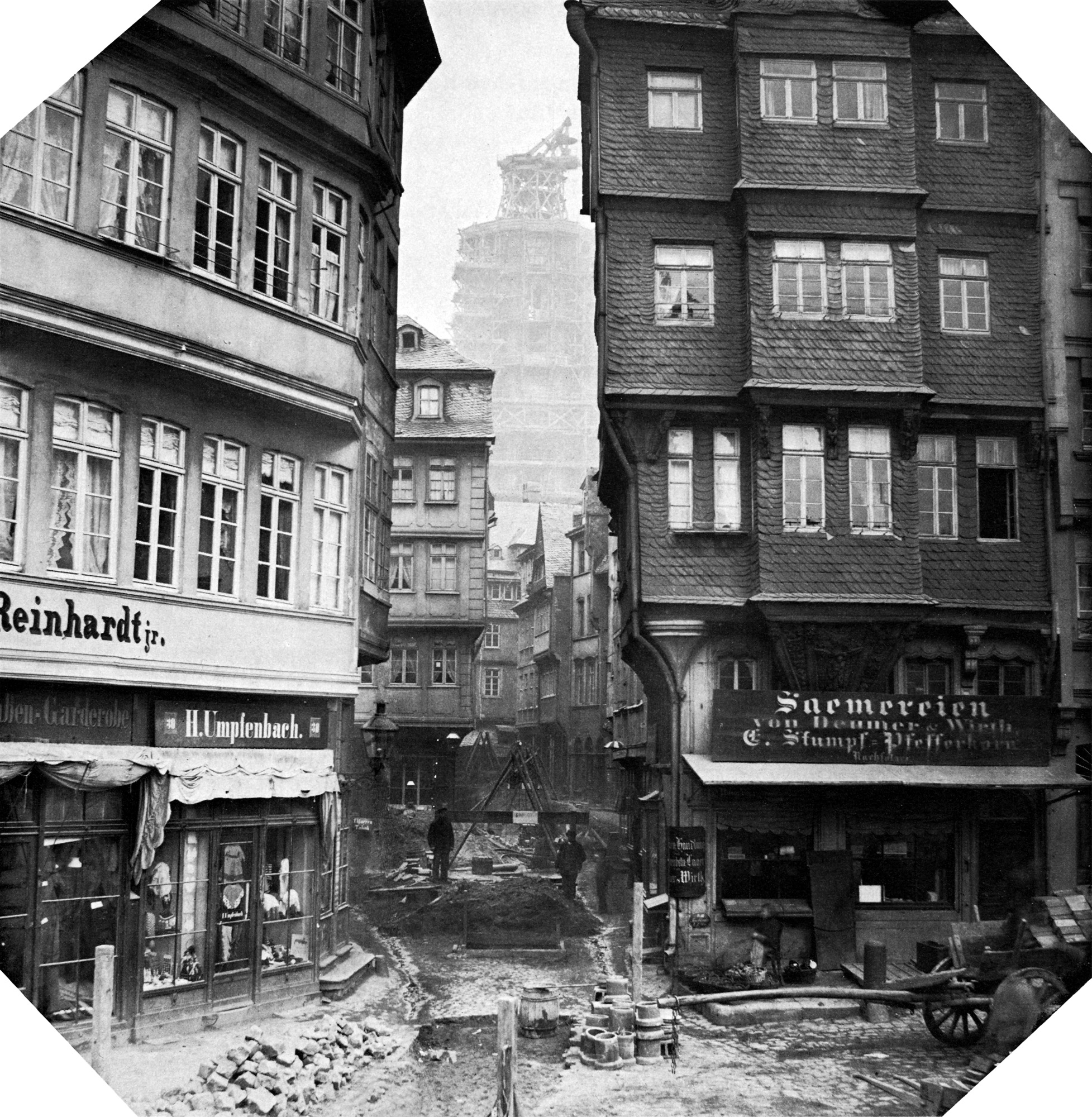
Großer Engel, 1867

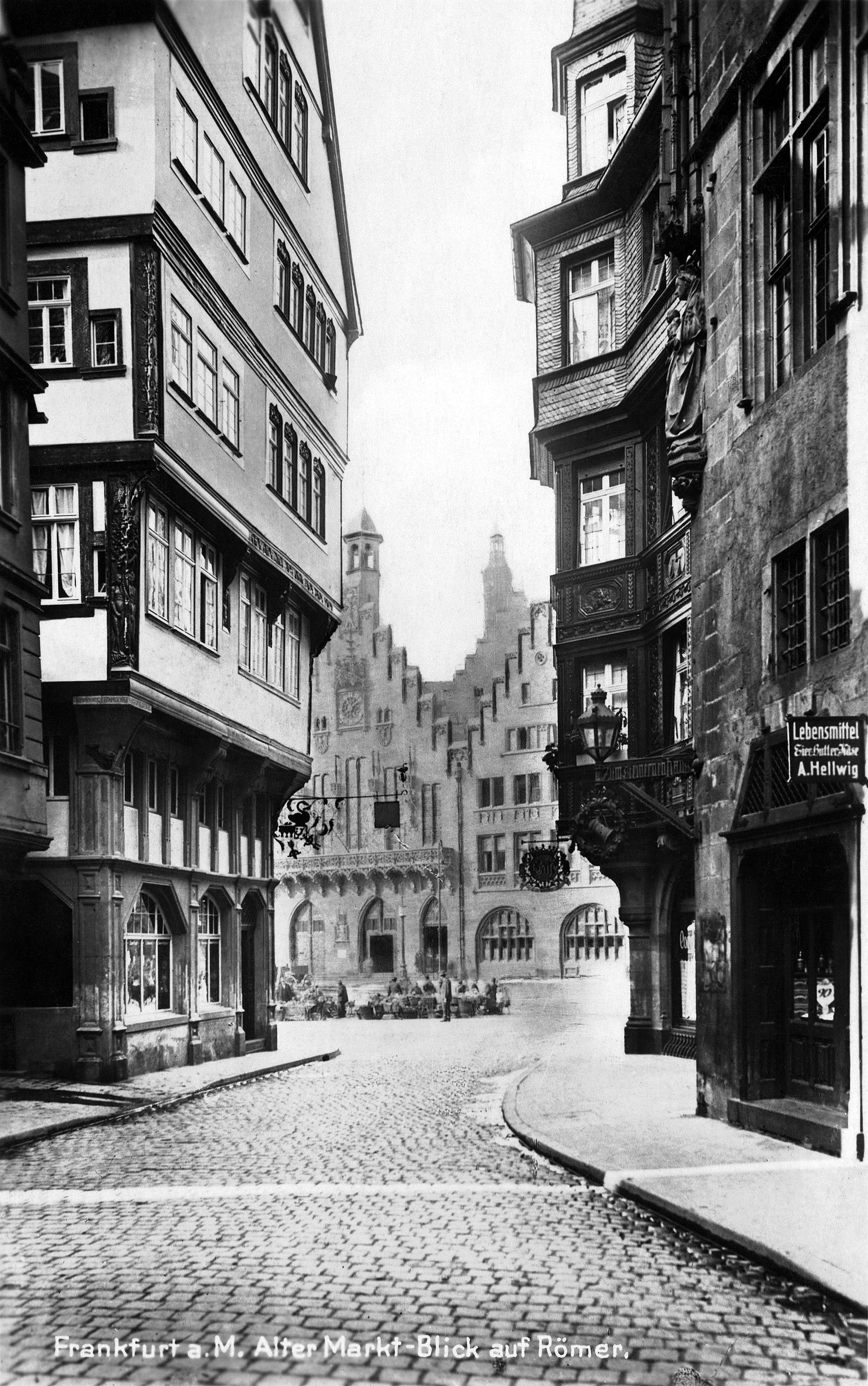
Kleiner Engel, vom Markt gesehen, um 1910

1535 befand sich das Gebäude im Besitz des Spitalmeisters Niklas, genannt Steinmetz. Im Zuge der Reformation hatte er im selben Jahr der Würde als Dekan des Stiftes St. Bartholomäus, des höchsten katholischen Amtes in Frankfurt, entsagt und war zum Protestantismus übergetreten. Der Vorgang erregte auch über die Grenzen Frankfurts hinaus Beachtung, war doch der Frankfurter Dom als Wahlkirche der deutschen Kaiser von herausragender Bedeutung.
Es soll hier nicht unerwähnt bleiben, dass der Rest der Familie Niklas beim katholischen Bekenntnis blieb, was zweifellos zu Reibereien führte. Die Söhne des Bruders Hans Niklas wurden in der zweiten Hälfte des 16. Jahrhunderts zu bedeutenden Frankfurter Persönlichkeiten. Der jüngere, Johannes Niklas kam 1571 zu dem Amt, das sein Onkel vor 36 Jahren aufgegeben hatte. Der ältere, Kaspar Niklas, wurde 1566 jüngerer Frankfurter Bürgermeister. Durch das Gesellenbuch der uralten Frankfurter Patriziergesellschaft Zum Frauenstein ist belegt, dass er 1591 starb. Hier kann man bei seinem Namen noch heute den Spruch „civis optimus et catholicus“ lesen, er war demnach ein „guter Bürger und Katholik“.
Bereits 1536 heiratete sein vorgenannter Onkel, was im damals noch vorwiegend katholischen Frankfurt geradezu skandalös war, die bereits einmal verwitwete Tochter des Gilbrecht Burckhardt von Höchst. Viele sahen es seinerzeit dann sicher auch als eine Strafe Gottes, dass er bereits 1540 verstarb, wenngleich sein Tod an der Pest wohl eher auf seine Tätigkeit als Spitalmeister zurückging.
Das Testament bestimmte seine 1537 und 1538 im Haus zum Engel geborenen Töchter Margaretha und Anna zu den Erben des Gebäudes. Nutznießer sollte jedoch bis zu ihrem Tode zunächst seine nun bereits zum zweiten Mal verwitwete Frau Anna Steinmetz sein. Sie heiratete nur wenig später ein drittes Mal, nämlich den Nachfolger im Amte ihres Mannes, Spitalmeister Menger. Als er 1557 starb, hatten die beiden Patriziersöhne Siegfrid Deublinger und Hilarius Harpf die beiden Töchter geheiratet. Da beide das Haus zum Engel als zukünftige Wohnstätte wählten, drangen sie wohl auf einen Neubau des Gebäudes.
Siegfrid Deublinger stammte aus einer reichen Familie gleichen Namens, die als Tuchhändler von Ulm nach Frankfurt eingewandert war. Sein Vermögen wuchs im weiteren Verlauf seines Lebens, wohl auch vermehrt um die Mitgift seiner Frau, beträchtlich. So ist bekannt, dass er neben weiteren Grundstücken auch das repräsentative Haus Fürsteneck östlich des Doms erwarb. Hilarius Harpf dagegen stammte eher aus der Mittelschicht des Sachsenhäusener Bürgertums. 1556 wurde er vom Ratsschreiber zum Rechenmeister befördert, eine Stellung, die in etwa der heutigen Position des Stadtkämmerers gleichgestellt war. Insofern war bei ihm nur verständlich, dass er in der Nähe des Römers wohnen wollte, der schon seit 1405 das Zentrum der städtischen Verwaltung war.
Dem nun geplanten Neubau gingen zunächst Bauverhandlungen mit dem Rat voraus. Hier traten bereits nicht mehr die Schwiegermutter, sondern die vorgenannten Schwiegersöhne als Verhandelnde und Vertragsunterzeichner auf. Dies verstärkt die Annahme, dass die Schwiegersöhne, und nicht die zum dritten Mal verwitwete Schwiegermutter die Initiative für den Neubau ergriffen.
Vor Baubeginn kam es allerdings noch zu einem Streit mit dem Besitzer des Nachbarhauses Haus Schieferstein, Christian Egenolff. Egenolff war der Sohn des bekannten Frankfurter Druckers Christian Egenolff des Älteren (1502–1555); er besaß in Frankfurt eine Schriftgießerei und die erste ständige Buchdruckerei, in der die erste in der Stadt gedruckte Lutherbibel hergestellt wurde. Das Nachbarhaus trat hier noch unter der alten Bezeichnung auf, die Bezeichnung als Haus Goldener Greif überkam wohl erst später, was in Anbetracht seiner eher barock geprägten Erscheinung auch einleuchtet.
Christian Egenolff fühlte sich zunächst in seinem Fensterrecht durch den hervorragenden Erker des geplanten Neubaus beeinträchtigt. Ein größerer Rechtsstreit konnte jedoch durch einen Vergleich vermieden werden, der mit einem auf den 15. April 1562 datierenden Vertrag besiegelt wurde. Dem Wortlaut nach ließen die beiden Schwiegersöhne Egenolff für die Rücknahme seines Einspruchs auf ihre Kosten zwei steinerne Türen in das Erdgeschoss des Hauses brechen. Ein weiterer, auf den Mai 1562 datierender Zusatzvertrag bestimmte zudem, den Bauaufwand für die Brandmauer zwischen beiden Gebäuden gleichmäßig auf beide Parteien zu verteilen. Der vollständige Neubau beider Häuser unter einem Dach erfolgte dann noch 1562, wie es durch Inschriften am Gebäude bis heute erkennbar und belegt ist. Der Schmuckreichtum des Gebäudes wird, wie bei fast allen reich geschmückten Frankfurter Bürgerhäusern, vor allem auswärtigen Einflüssen, in diesem Falle dem Deublingers zugeschrieben; die hohe künstlerische Qualität zahlreicher Ulmer Fachwerkbauten, von denen tragischerweise kaum ein einziger den letzten Weltkrieg überdauerte, zeigte hier deutliche Parallelen auf.
Interessant ist, dass, wohl um die Kosten für den Neubau zu bewältigen, die Schwiegermutter laut historischen Dokumenten ein dort als Kollmann-Hölle bezeichnetes Haus verkaufte. Hierbei handelte es sich zweifellos um das Eckhaus Markt/Höllgasse, aus dem ein halbes Jahrhundert später die dem Haus zum Engel an Bedeutung in nichts nachstehende Goldene Waage entstand. Dass sie trotz der Initiative ihrer Schwiegersöhne wohl Bauherrin blieb, wird bis heute an der Tatsache deutlich, dass sie die Wappen ihres ersten Mannes und ihrer Familie am Erker des Neubaus als Schnitzwerk verewigte.

#### Über die Jahrhunderte

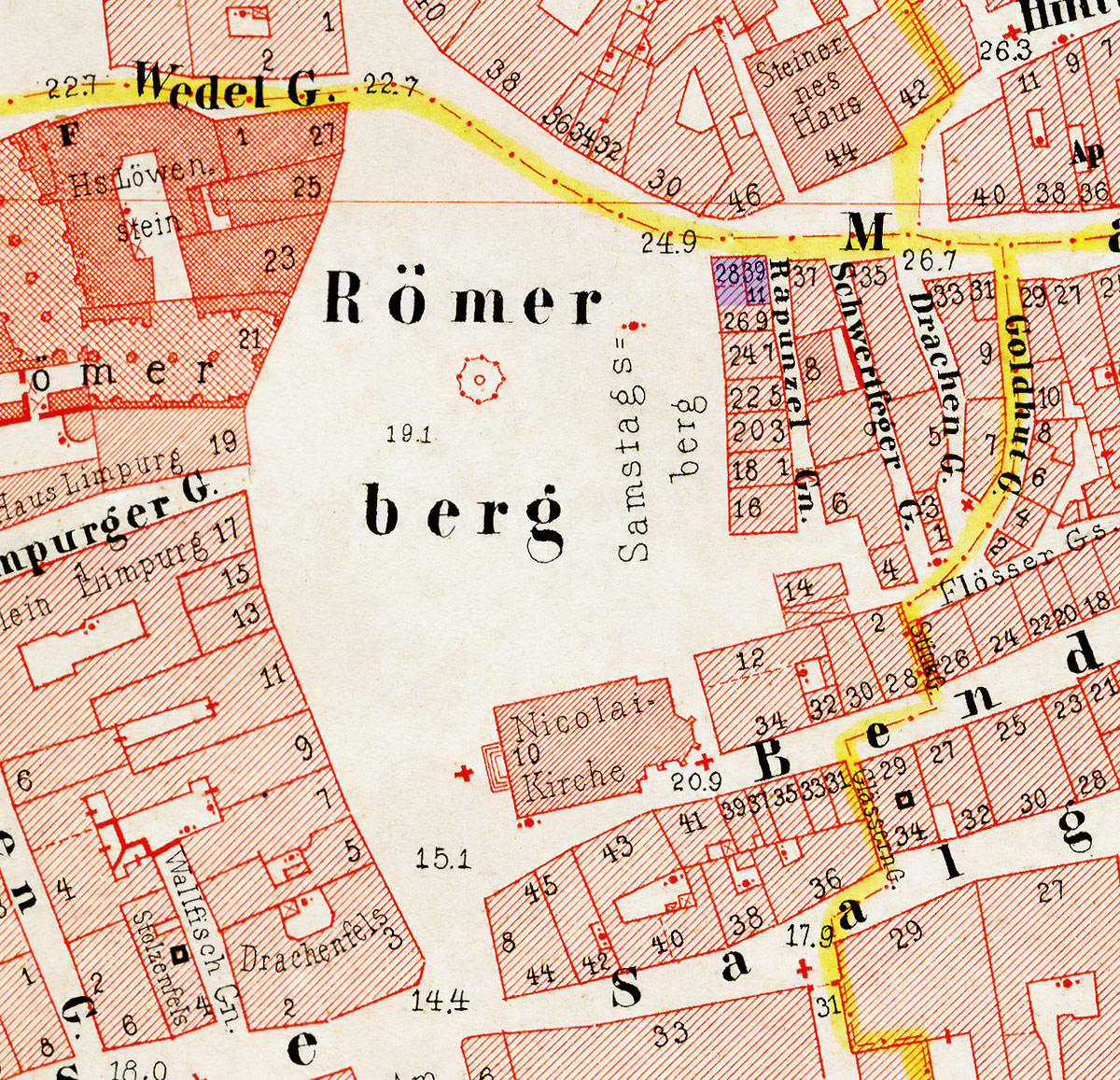
Gebäude auf dem Ravenstein-Plan Frankfurts von 1862

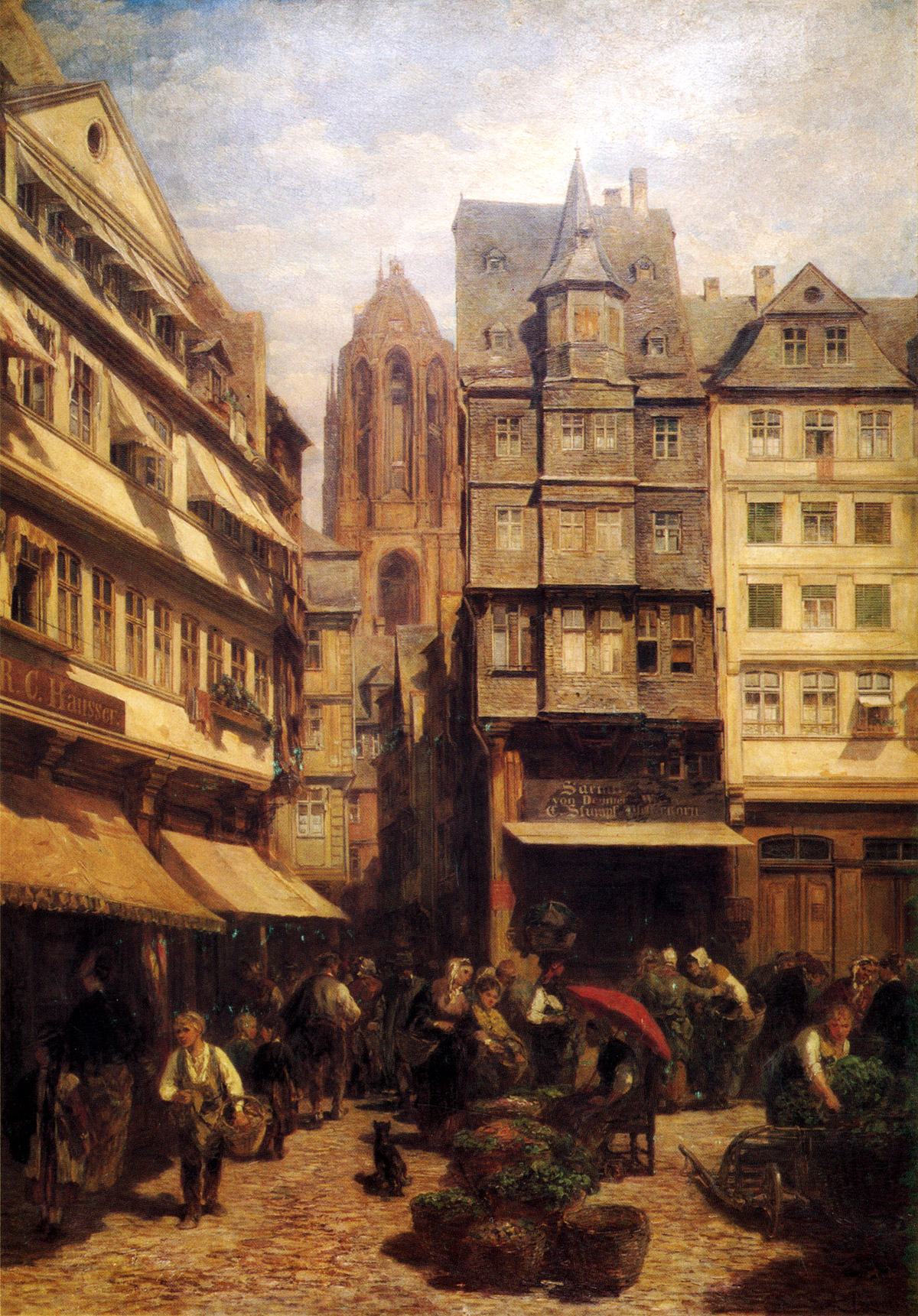
Großer Engel, Gemälde von Anton Burger, 1870

Die weitere Geschichte des Gebäudes liegt weitestgehend im Dunkeln. 1575 verkaufte Justinian Reinisch den Kleinen Engel an Konrad Erhard, der Große Engel wurde 1597 von den Erben Siegfrid Deublingers verkauft.
Offensichtlich ist, dass insbesondere der Große Engel wohl bis ins frühe 19. Jahrhundert alleine durch seine Lage am Römerberg seinen Besitzern durch die Messen und insbesondere die am Platze stattfindenden Krönungsfeierlichkeiten eine stete Einnahmequelle war. Bildlich dokumentiert ist das Gebäude in verschiedenen Krönungstagebüchern, was Rückschlüsse auf den Zeitpunkt der Verschieferung weiter Teile der Fassade zulässt. Das Diarium Leopolds I. von 1658 zeigt das Haus, wenn auch nur sehr grob, als reines Fachwerkhaus in seinem heutigen Zustand. Erst eine Darstellung des Diariums Karls VII. von 1742 gibt das Haus erneut erkennbar wieder, hier ist bereits die gesamte Fassade zum Römerberg verschiefert, die Seite zum Markt noch in Fachwerk gehalten.
Mit dem Ende des Heiligen Römischen Reiches Deutscher Nation 1806 und dem nur wenig später erfolgten Verlust der Frankfurter Messe an Leipzig dürfte sich Funktion und Finanzierung der Besitzer des Großen und Kleinen Engels grundlegend geändert haben. Frühe Fotografien ab Mitte des 19. Jahrhunderts zeigen verschiedene einfache Kaufgeschäfte in einem Erdgeschoss-Ladenlokal des Großen Engels.
1905 kaufte die Stadt das Gebäude und ließ es von Stadtbaumeister Felix Grörich restaurieren. Hierbei wurde vor allem das Fachwerk so weit freigelegt, dass zumindest die künstlerisch bedeutsamsten Verzierungen wieder sichtbar wurden. Auch innerlich wurden die Gebäude vereinigt und die Treppe des Großen Engels aus dem Haus entfernt, um mehr Platz zu gewinnen. Von Altstadtvater Fried Lübbecke ist zu erfahren, dass sich im Gebäude bis zum Ersten Weltkrieg die Antiquitätenhandlung des Kunsthändlers Georg Knapp befand. Lübbecke gibt allerdings nicht an, wann Knapp das Gebäude erwarb oder vermutlich nur pachtete. Nachdem Knapp im Krieg gefallen war, bezog ein Töpfereiladen den Großen Engel, der dort Erzeugnisse aus „allen noch erhaltenen Bauerntöpfereien Hessens“ verkaufte.

### Zweiter Weltkrieg, Wiederaufbau und Gegenwart
Bei der Bombardierung Frankfurts am 22. März 1944 brannten der Große und Kleine Engel ebenso wie die gesamte Ostzeile von Brandbomben entzündet bis auf das steinerne Erdgeschoss nieder. Reste fest mit dem Gebäude verbundener, aus seiner Ursprungszeit stammender Innenausstattung, v. a. eine Stuckdecke im zweiten Obergeschoss des Großen Engels, gingen hierbei ebenso wie zahlreiche, teilweise kunsthistorisch äußerst bedeutsame Schnitzarbeiten am Fachwerkteil des Gebäudes unwiederbringlich verloren. Die erhaltenen Gebäudeteile wurden Anfang der 50er Jahre abgetragen und eingelagert. Im Anschluss an der Stelle errichtete Neubauten wurden bereits 1970 für den Bau der U-Bahn-Station „Römer“ wieder abgerissen.

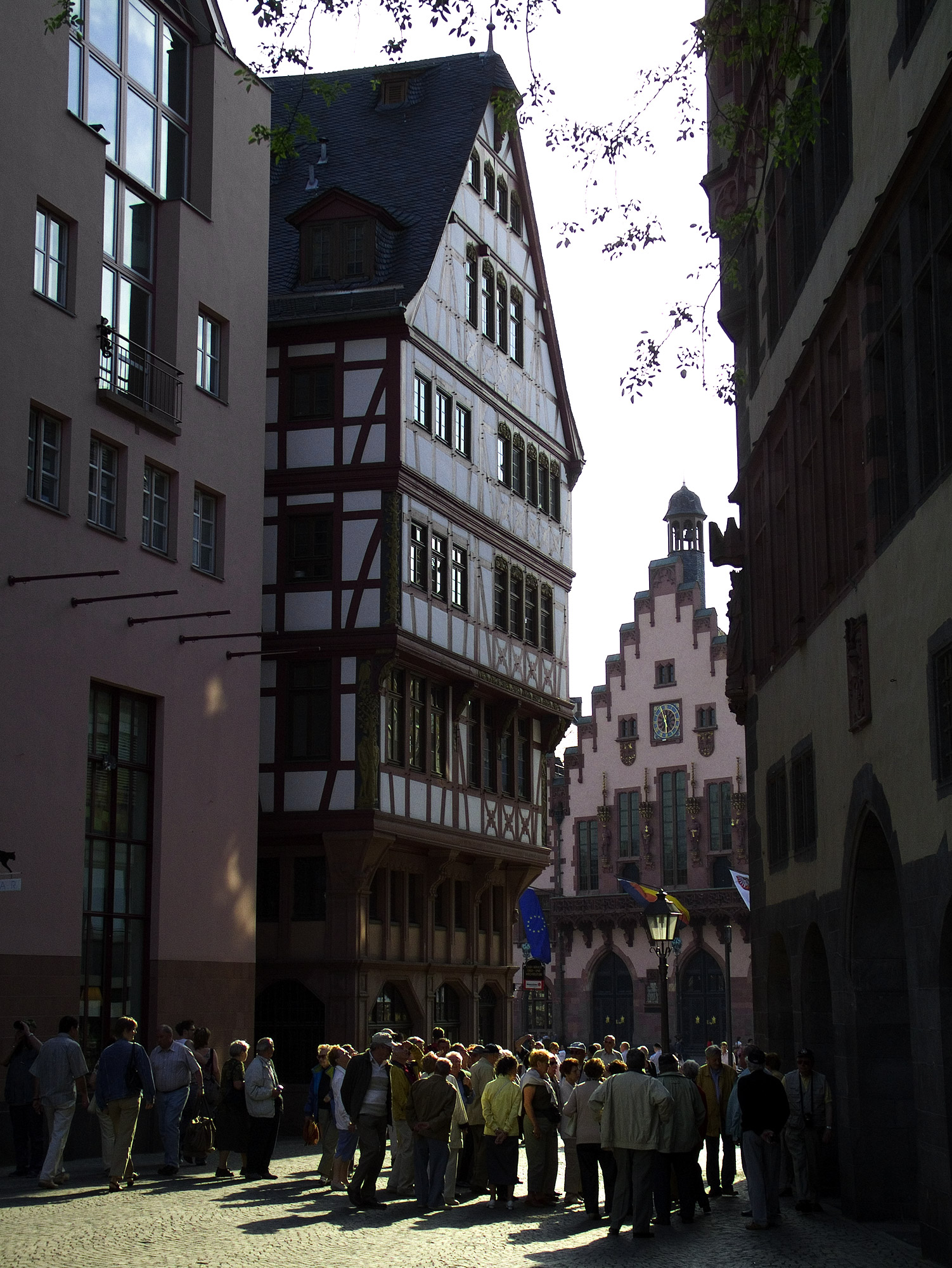
Kleiner Engel, vom Markt gesehen, 2006

1982 bis 1984 wurde die gesamte Ostzeile des Römerbergs weitgehend originalgetreu rekonstruiert. Der Große und Kleine Engel feierten am 30. April 1983 ihr Richtfest. Während der Große und Kleine Engel aufgrund ihrer gegenüber den anderen Gebäuden überragenden architektonischen Bedeutung noch vergleichsweise gut dokumentiert waren, musste man sich bei den anderen Gebäuden hauptsächlich auf Zeichnungen, Fotos und Luftaufnahmen stützen. Die zuvor voneinander getrennten Innenräume der Teilbauten wurden im Rahmen der Rekonstruktion zusammengelegt, um mehr Platz zu gewinnen. Dies ist dem Gebäude jedoch äußerlich nicht anzusehen und insofern auch historisch korrekt, als je nach Besitzer über die Jahrhunderte zweifellos immer wieder Verbindungen zwischen den Gebäudeteilen hergestellt und geschlossen wurden.
Die Wiedererrichtung insbesondere des Großen Engels mit freigelegtem Fachwerk ohne Verschieferung war umstritten, weil die Verschieferung doch fast 200 Jahre lang sein Bild geprägt hatte. Des Weiteren hatte die Entfernung der Verschieferung des ersten Obergeschosses Anfang des 20. Jahrhunderts sehr reichen Schmuck in den Ständern des Fachwerks offenbart, so dass der Wiederaufbau der darüberliegenden Geschosse mangels einer Dokumentierung etwaigen vergleichbaren Schmucks im heutigen Zustand als spekulativ bezeichnet werden kann.
Weitere Kritik richtete sich gegen den an modernen statischen Anforderungen orientierten Wiederaufbau. Bilder von vor der Zerstörung zeigen das Gebäude, vom Römerberg aus gesehen, deutlich in Nordrichtung bzw. Richtung Markt gekippt. Insbesondere den Ständern des Fachwerks war dieser Umstand anzusehen. Obwohl das Gebäude in dieser Form Jahrhunderte überdauert und so alle moderne Statik ad absurdum geführt hatte, wurde die Rekonstruktion entsprechend dem Zwang der Vorschriften „geradegerückt“. Andererseits war der vorherige Zustand wohl auch das Ergebnis von völlig normalen Senkungen und Verformungen des Holzfachwerks, die sich z. B. in der Dachzone der Rekonstruktion bereits heute wieder zeigen. Auch fällt der Unterschied ohnehin nur bei Vergleich mit Originalfotos bzw. ganz alten Frankfurtern auf, die das Gebäude noch in seiner Vorkriegsversion kannten.
Die Schnitzarbeiten am Gebäude wurden für eine Rekonstruktion äußerst qualitätvoll ausgeführt. Dennoch erreichen auch sie beim direkten Vergleich mit alten Fotos nicht die Anmutung bzw. den Ausdruck der Originalarbeiten aus dem frühen 16. Jahrhundert. Dies fällt z. B. beim direkten Vergleich der Darstellung von Adam und Eva am Eckpfosten des Kleinen Engels, aber auch einiger grotesk ausgefallener Knaggenfiguren auf.
Bereits wenige Jahre nach dem Bau zeigten sich erhebliche Bauschäden, die eine umfangreiche Sanierung erforderlich machten. Die Balken des ersten Stocks mussten mehrere Jahre lang durch Eisenträger abgestützt werden, weil sie sich gesenkt hatten. Die Ursache für die Schäden lag u. a. darin, dass das für den Bau verwendete Eichenholz aus dem Elsass zu kurz gelagert war und sich beim Trocknen verzogen hatte. Dies zeigte, dass die handwerklichen Techniken des hölzernen Fachwerkbaus bei den beteiligten Betrieben inzwischen verloren gegangen waren. Andererseits war die Rekonstruktion eines mittelalterlichen Holzfachwerks in jenen Jahren noch Neuland – vergleichbare, spätere Rekonstruktionsprojekte wie etwa des Knochenhaueramtshauses in Hildesheim 1986 oder der Löwenapotheke in Aschaffenburg 1991–1995 konnten aus den gemachten Fehlern bereits lernen und verliefen reibungslos.
Von August bis November 2010 erfolgte für rund eine halbe Million die erste große Restaurierung des Gebäudes seit seiner Rekonstruktion, bei der auch die Farbfassung verändert wurde. Gegenwärtig befindet sich ein Café mit Souvenirladen im Erdgeschoss, das bei gutem Wetter Sitzgelegenheiten auf dem davor liegenden Römerberg bietet. Des Weiteren ist hier auch ausdrücklich wie schon vor 500 Jahren der Geldwechsel möglich.

## Architektur

### Allgemeines
Der mit Erd- und Dachgeschossen sechsstöckige Gebäudeverbund ist architektonisch ein Vertreter des in Frankfurt vor den Zerstörungen des Zweiten Weltkriegs häufigen, sogenannten Übergangsstils. Das steinerne Untergeschoss mit seinen kleinen Fenstern sowie der Übergang des Erkers in ein achteckiges Türmchen am Großen Engel sind noch vom spätgotischen Stil geprägt. Der Reichtum und die Art der Verzierungen am gesamten Gebäude stehen dagegen bereits unter dem Einfluss der Renaissance. Dies spricht für die Annahme, dass der 1562 erfolgte Neubau das vermutlich ältere steinerne Erdgeschoss weitestgehend aussparte, wie es bei Neubauten im alten Frankfurt öfter der Fall war.

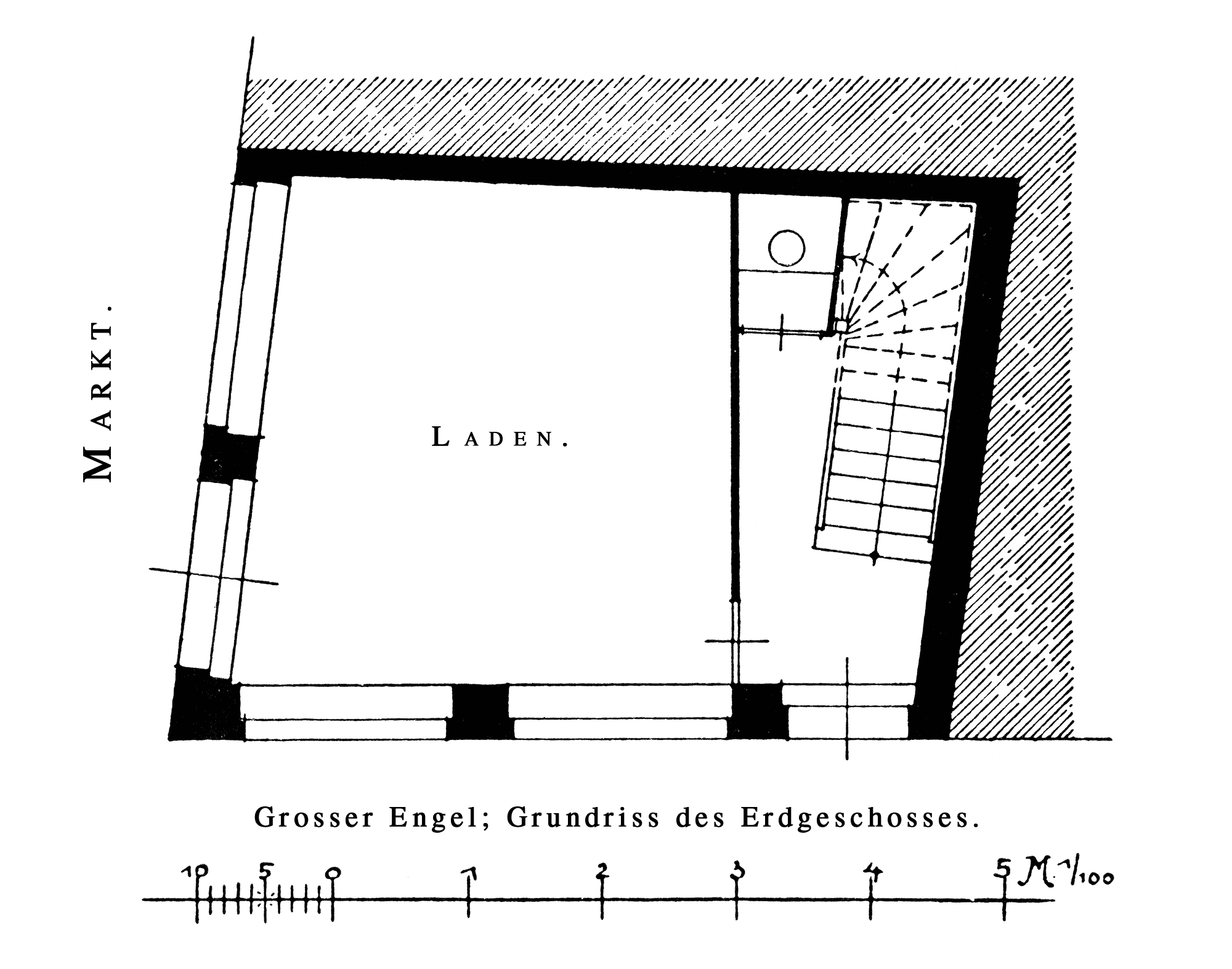
Grundriss des Großen Engels (um 1900)
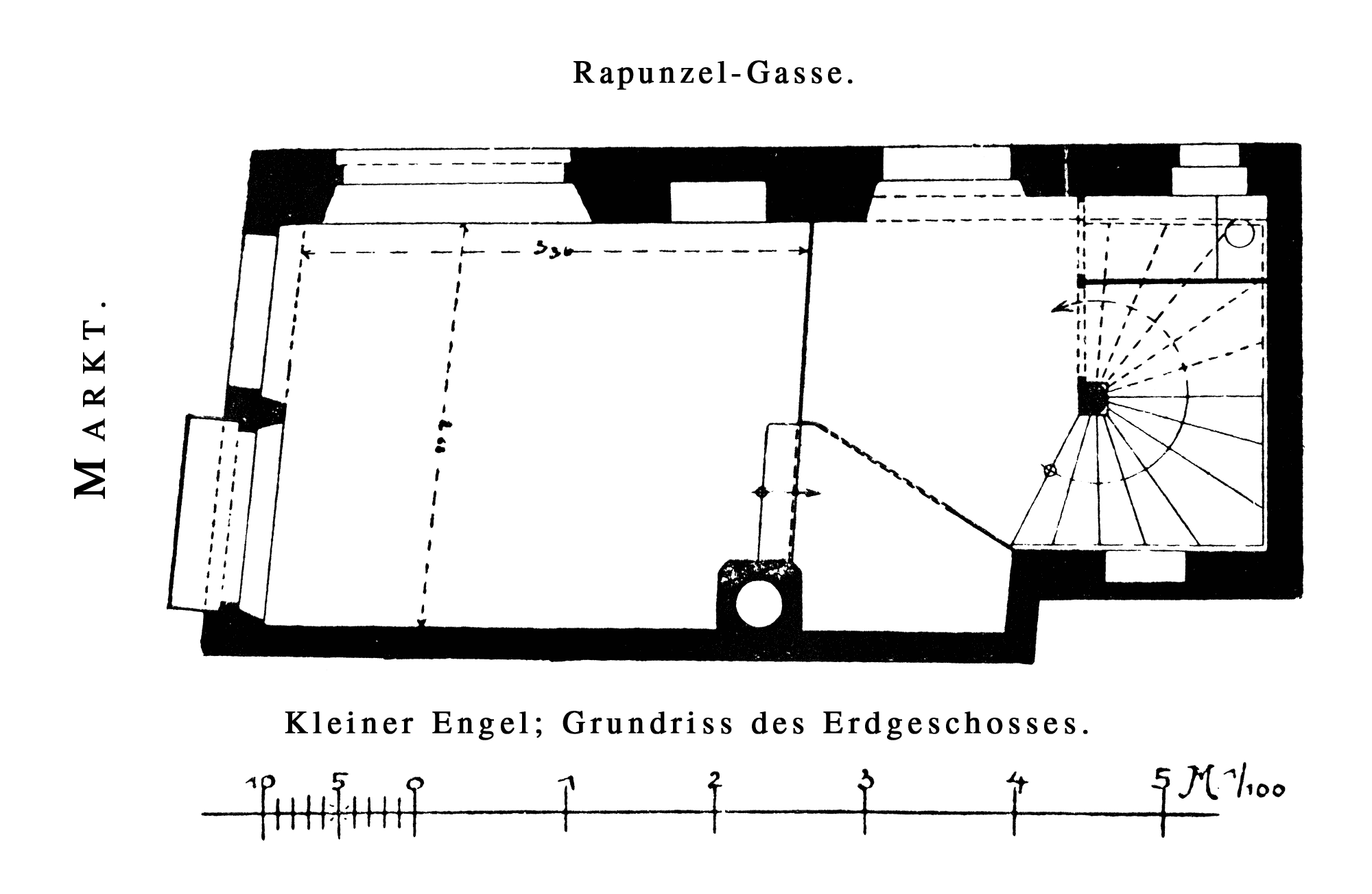
Grundriss des Kleinen Engels (um 1900)

### Äußeres

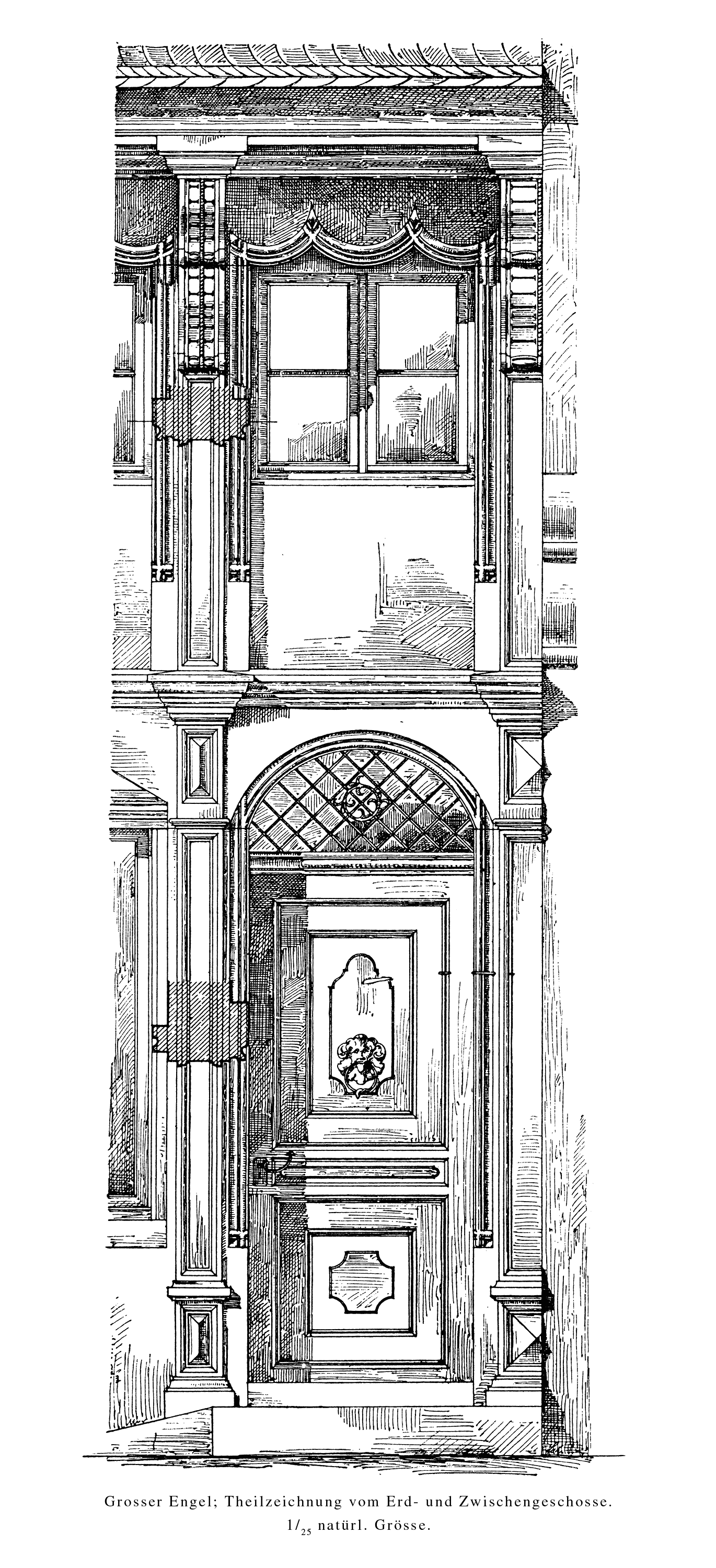
Erdgeschossgliederung des Gebäudes

#### Steinernes Erdgeschoss
Der in rotem Mainsandstein ausgeführte Unterbau des Gebäudes beinhaltet neben dem eigentlichen Erdgeschoss ein in alten Frankfurter Bauten häufiges, Bobbelage genanntes Zwischengeschoss. Er ist auf einer Parzelle von insgesamt nur 47 m² errichtet, wobei 25 m² vom Großen Engel und 22 m² vom Kleinen Engel beansprucht werden. In Kapital und Sockel der in Anbetracht der Höhe des Gebäudes filigranen Pfeiler auf Höhe des Erdgeschosses sind Diamantquader gehauen, darüber verläuft ein mehrfach gegliedertes Gurtgesims.
Form und Größe der Fenster sowohl des Erd- wie auch des Zwischengeschosses zeigen noch deutlich den spätgotischen Charakter des Gebäudes (vgl. Schema der Gliederung). Der Sturz der Fenster des Erdgeschosses bildet sich aus drei stumpfwinklig aneinander stoßenden Seiten, die auch in der Rekonstruktion in ihrer unterschiedlich ursprünglichen Erhaltung wiedergegeben sind. Von bester Erhaltung ist das zum Rapunzelgässchen gewandte Fenster des Kleinen Engels. Vor dem Zweiten Weltkrieg gab es in verschiedenen Altstadtgassen Frankfurts, allen voran im Tuchgaden, noch geschlossene Häuserzeilen dieser Fensterform, schon damals eine Seltenheit. Im Mittelalter beinhalteten sie Gaden genannte, von den Zunftordnungen vorgeschriebene ausklappbare Verkaufsläden, durch die Handwerker ihre Erzeugnisse direkt aus der eigenen Werkstatt heraus verkaufen konnten.

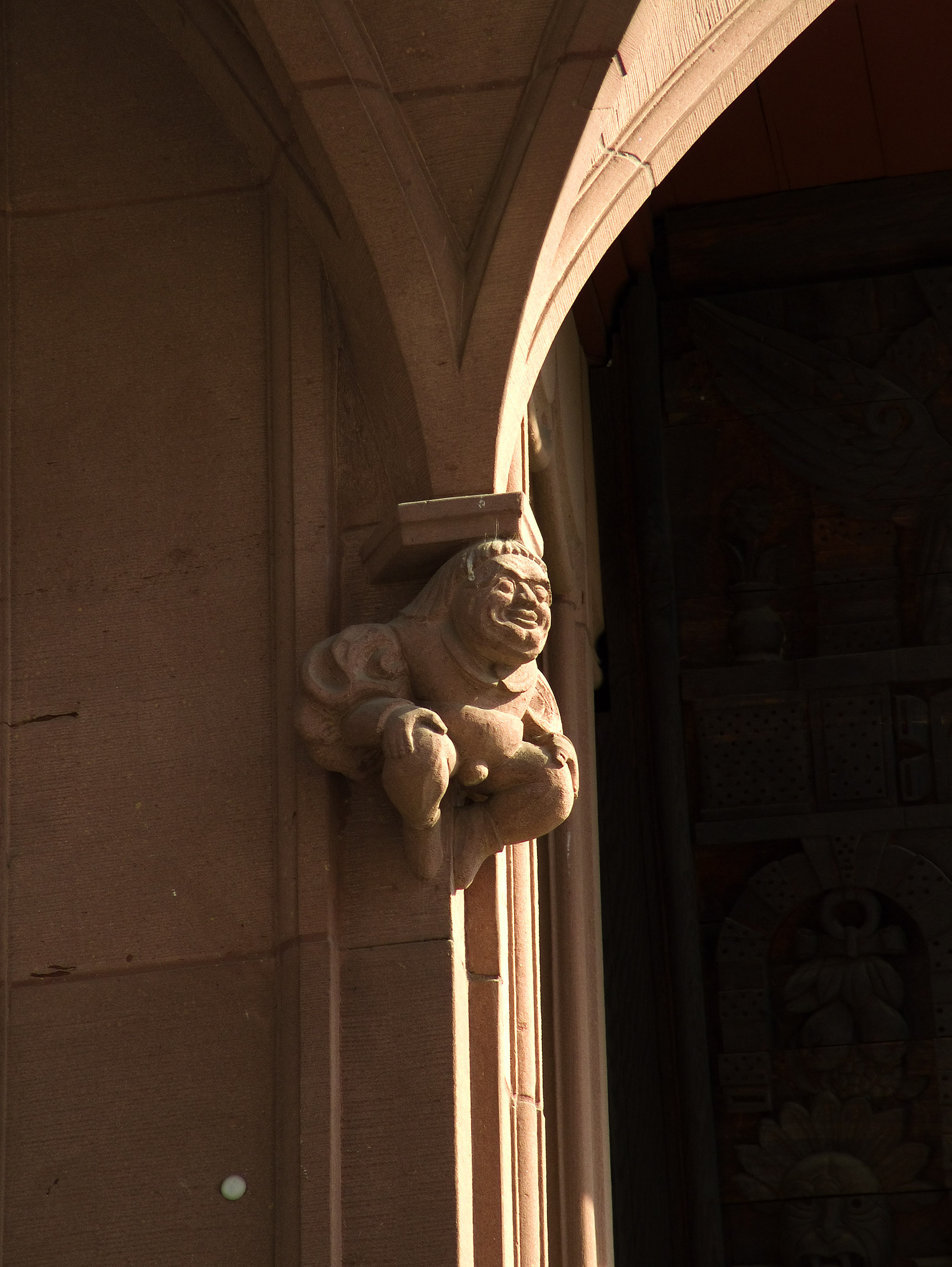
Eckkragstein des Großen Engels

Im über dem Erdgeschoss liegenden Zwischengeschoss sind die zahlreichen kleinen Fenster mit einer Vorhangbogen genannten Sturzform ausgestattet. Sie bildet sich aus drei verschmolzenen, nach unten gekehrten Kreishälften, die sich in ihrer Profilierung überschneiden. Die sich über die volle Höhe der Fenster herabziehenden Gewände der Fenster haben über etwa 3/4 ihrer Ausdehnung die gleiche Profilierung wie der Sturz. Einzig die zum Rapunzelgässchen gewandten Fenster des Kleinen Engels haben einen gerade verlaufenden, einfachen Sturz. Die Brüstung der Fenster tritt gegenüber den Gewänden sogar zurück und macht klar, dass sie dem Zwischengeschoss rein zweckmäßig zur Beleuchtung dienen.
Die Pfeiler des Erdgeschosses setzen sich, wenn auch gegenüber diesen in der Tiefe zurücktretend, jenseits des Gesimses mit einer einfachen Kassettenprägung fort und laufen unter dem auskragenden Fachwerkgeschoss in aufwändig gearbeiteten Kragsteinen aus. Schon deutlich von der Renaissance geprägt sind sie durch zweifache Unterteilung geschwungen und mittels zahlreicher waagrechter Einschnitte belebt. Über die Mittelachse verläuft ein Perlstab, darüber liegt der eigentliche, durch ein mehrfaches Gesims gegliederte Kämpfer auf, auf dem schließlich die Fachwerkkonstruktion ruht.

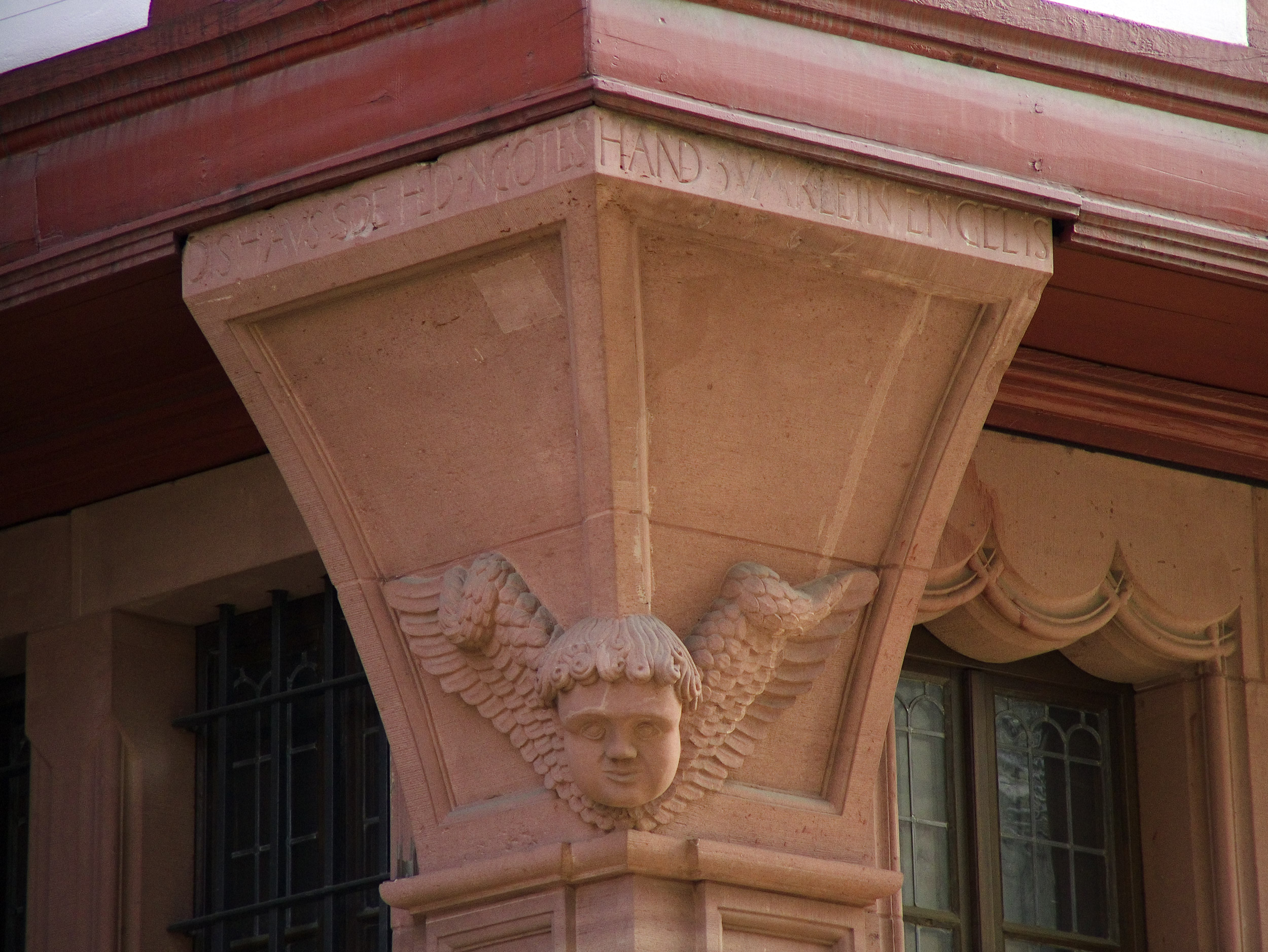
Eckkragstein des Kleinen Engels

Die Eckkragsteine sowohl zum Römerberg (Großer Engel) als auch zum Markt (Kleiner Engel) sind wesentlich massiver gearbeitet, aber auch individueller gestaltet. Beide sind wie die ihnen vorangehenden Pfeiler von kassettenförmiger Prägung, jedoch in ihrer Form pyramidenförmig geschweift. Unter dem Eckkragstein des Großen Engels kauert ein winziges männliches Figürchen mit heiterem Gesichtsausdruck, auf dessen Kopf sich der als einfache Platte ausgeführte, dem Eckkragstein unterliegende Kämpfer befindet (s. Bild).
Mehr eine statisch bedeutsame Rolle traut man dagegen dem Eckkragstein am Kleinen Engel zu, als er sich, nur einem Gesims unterbrochen, direkt über den massiven Pfeilern des Erdgeschosses erhebt. Am unteren Eck des Steins sitzt ein geflügelter Engelskopf, am oberen Ende trennt ihn eine einfache Platte mit Inschrift vom Holz des Fachwerkbaus. Auch ist hier die Zahl 1562 in den Stein gemeißelt – wie schon eingangs erwähnt das Jahr der Errichtung des Gebäudes (s. Bild).

#### Der Fachwerkbau

##### Allgemein
Die Fachwerkkonstruktion beherbergt drei Vollgeschosse und zwei Geschosse innerhalb des steilen Satteldachs. Die Dachgeschosse haben neben Fenstern zum Markt auch noch je zwei Gauben auf Ost- und Westseite des Dachs. Des Weiteren verläuft auf der zum Römerberg gewandten Westseite ab Höhe des ersten Obergeschosses ein Erker, der auf Höhe des ersten Dachgeschosses von einem achteckigen Aussichtstürmchen mit Spitzhelmaufsatz geschlossen wird.
Das erste sich über dem steinernen Unterbau erhebende Fachwerkgeschoss ragt zu allen Seiten des Hauses kräftig gegenüber diesem vor. Auch das zweite Obergeschoss kragt nochmals, wenn auch nicht so stark wie das vorangegangene, aus. Im dritten Stock betrug die Auskragung am ursprünglichen Gebäude bereits 1,25 m. Dadurch betrug die Grundfläche des Großen Engels hier bereits 36 m², beim Kleinen Engel 29 m², gegenüber dem Erdgeschoss wurden also 18 m² bzw. fast 1/3 der Erdgeschossfläche hinzugewonnen; auch wenn keine genauen Daten bekannt sind scheint die Rekonstruktion hier relativ originalgetreu. Ab diesem Stockwerk setzt sich die Konstruktion zu allen Seiten bis unter das steile Satteldach bei gleich bleibender Tiefe fort. Die Rekonstruktion gibt hier den Vorkriegszustand mit ebenfalls zwei Überhängen authentisch wieder, der sich offensichtlich schon an im 15. Jahrhundert vom Rat der Stadt erlassenen Richtlinien orientierte, höchstens zwei Überhänge zu verbauen.
In seiner eher massiven Wirkung ist das gesamte Fachwerk noch nicht durch die Renaissance befreit, geschwungenere Formen, etwa am Giebel zu verwenden, wie es z. B. bei der Goldenen Waage oder dem Salzhaus der Fall war. So ist der einzige großteilige Schmuck des Fachwerks selbst ein stilisiertes Muster aus Andreaskreuzen, welches sich unterhalb der Fenster vor allem am Großen Engel wiederholt. Dies unterstreicht den einerseits spätgotischen Charakter des Baus, dem andererseits ein enormer Schmuckreichtum entgegensteht, welcher bereits deutlich Ausdruck der anschließenden Stilepoche ist. Diesem im Folgenden beschriebenen Schnitzwerk ist gemein wie besonders, dass es sich um noch völlig unbeeinflusster Volkskunst entstammende Darstellungen handelt. Spätere Renaissancebauten zeigen bereits beginnende italienische Einflüsse. Ob die Darstellungen einst einen tieferen, allegorischen Sinn mit sich trugen, oder schon immer nur reiner Zierde dienten, liegt spätestens seit ihrer Zerstörung und Rekonstruktion im Dunkel der Geschichte.

##### Schnitzverzierungen am Gebäude

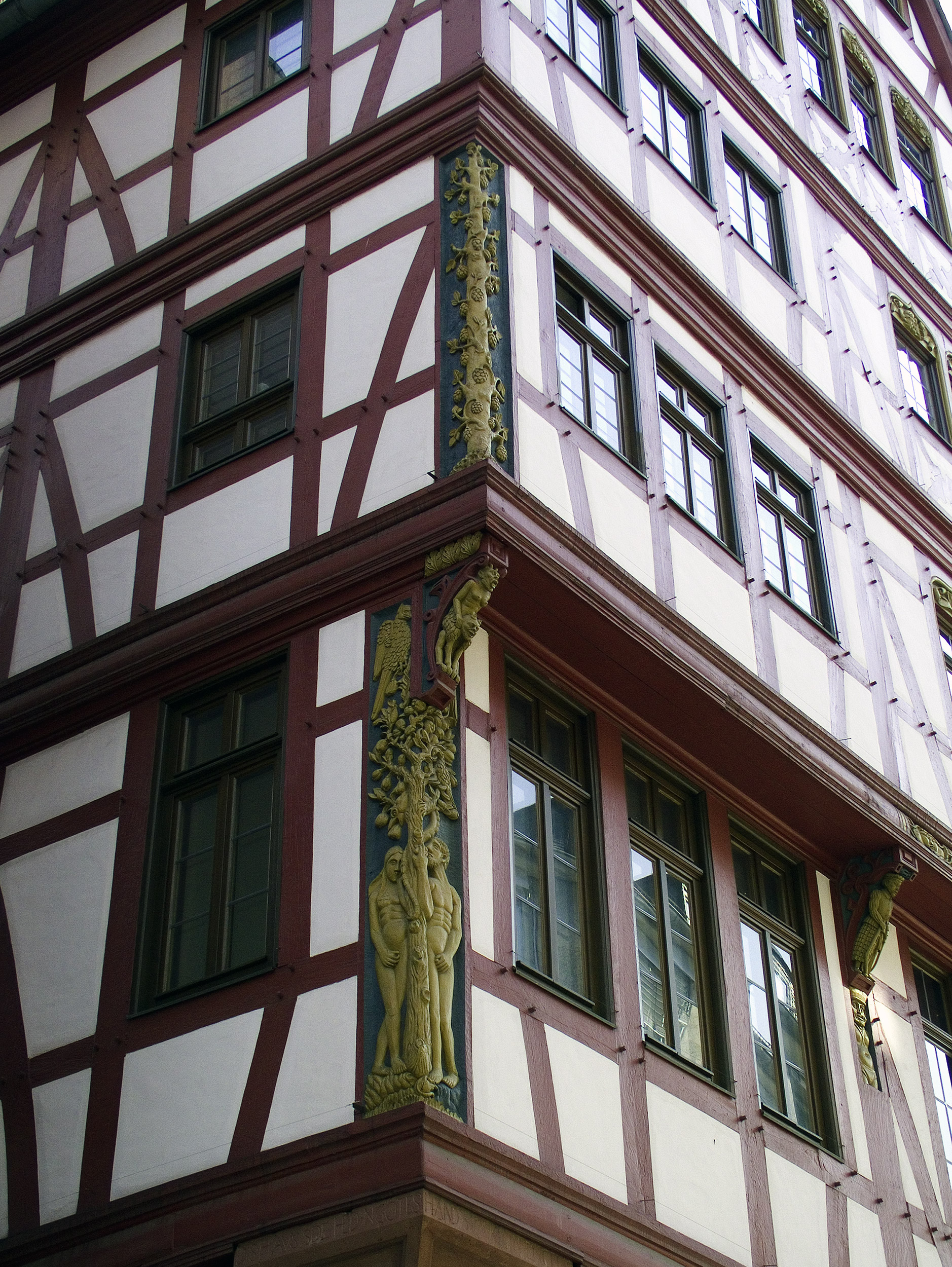
Verzierungen des Eckpfostens am Kleinen Engel

Das Zierwerk beginnt mit sich über zwei Stockwerke erstreckenden, aufwändigen Schnitzereien am Eckpfosten des Kleinen Engels (s. Bild). Am ersten Obergeschoss ist eine klassische Darstellung von Adam und Eva im Paradies mit zahllosen Details: an der Kante des Pfostens ist der Baum der Erkenntnis dargestellt, links und rechts davon die beiden ersten Menschen. Am Baum windet sich die Schlange entlang, die in der Darstellung gerade eine der zahlreichen Früchte aus der Krone des Baumes zu Eva herabreicht. Links und rechts der Krone sind zwei fantastische Vögel von höchstem Detailgrad zu erblicken. Über den Eckpfosten des darüberliegenden zweiten Obergeschosses scheint der Baum der Erkenntnis gen Himmel strebend fortgesetzt, als hier ein mit reichlich Blattwerk und Früchten behangener Stamm eingeschnitzt ist. Zwischen beiden Darstellungen befindet sich eine groteske Knaggenfigur, wie so oft am Gebäude eine antikisierende, vermutlich Faunen- oder Satyrdarstellung. Hier lugt, so einmalig am ganzen Bau, noch eine zweite Fratze zwischen den Beinen der sich im Vordergrund befindlichen Figur hervor.
1878 störte sich der damalige Besitzer des Gebäudes an der Aufmerksamkeit zahlreicher Altstadtbesucher für sein Haus, die in der Nacktheit der Adam-und-Eva-Darstellung begründet lag. Auf seine Anweisung wurde ein Drahtgitternetz direkt auf den Balken genagelt und dieses anschließend fast vollständig verputzt, um die entsprechenden Schnitzereien des Kleinen Engels zu verdecken. Als man sich im Mai 1900 entschloss, diese Veränderung wieder rückgängig zu machen, wurde das festgenagelte Drahtnetz unfachmännisch entfernt. Auch die durch die Nägel verursachten Löcher und Risse in der Schnitzerei wurde nur auf laienhafte Weise mit Kitt ausgebessert und somit eine der kunsthistorisch bedeutsamsten Verzierungen am Haus irreparabel geschädigt. Die heutige Replik zeigt diesen Makel nicht mehr.

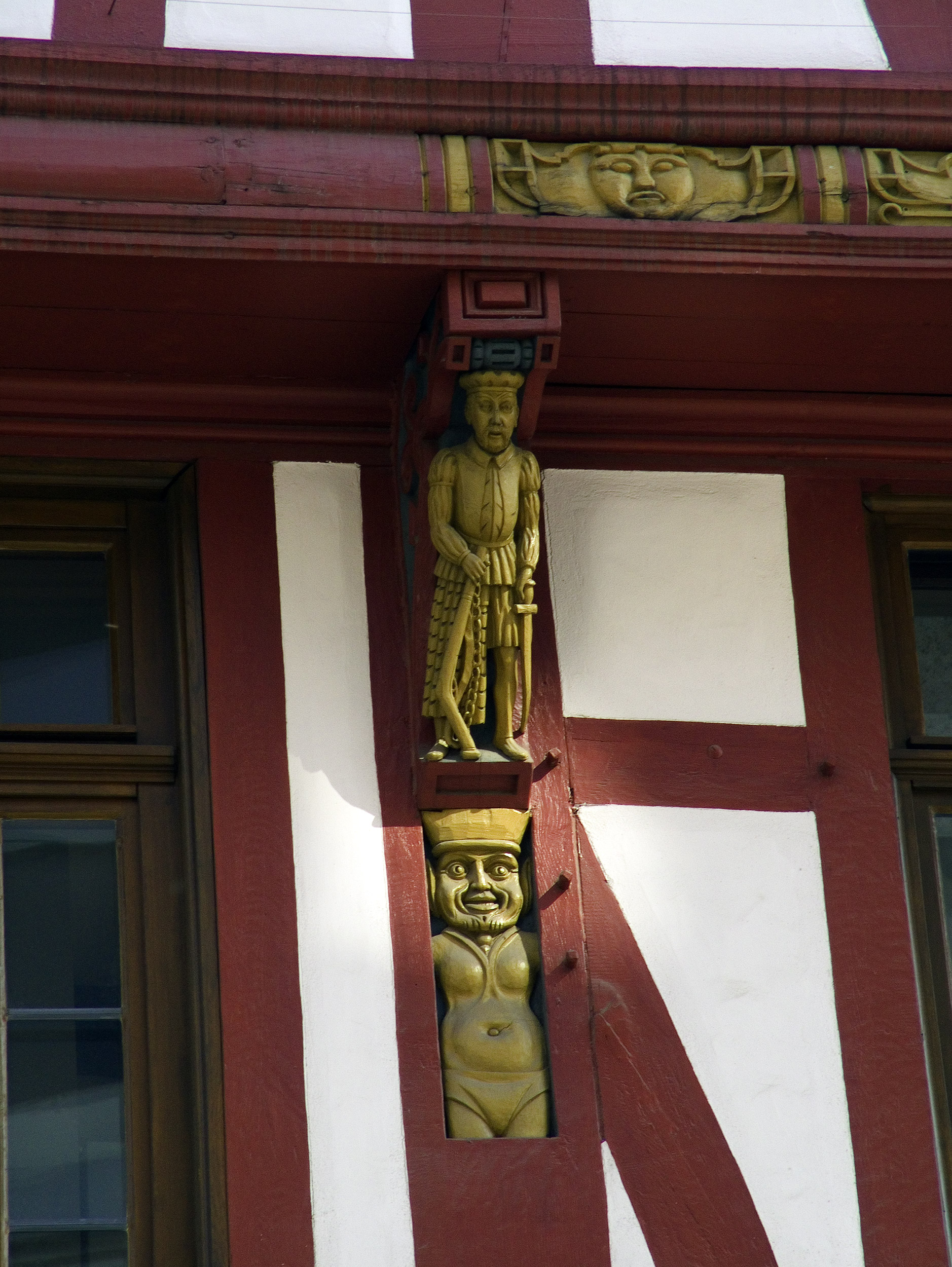
Marktseite des Großen Engels: Östliche Knaggenfigur

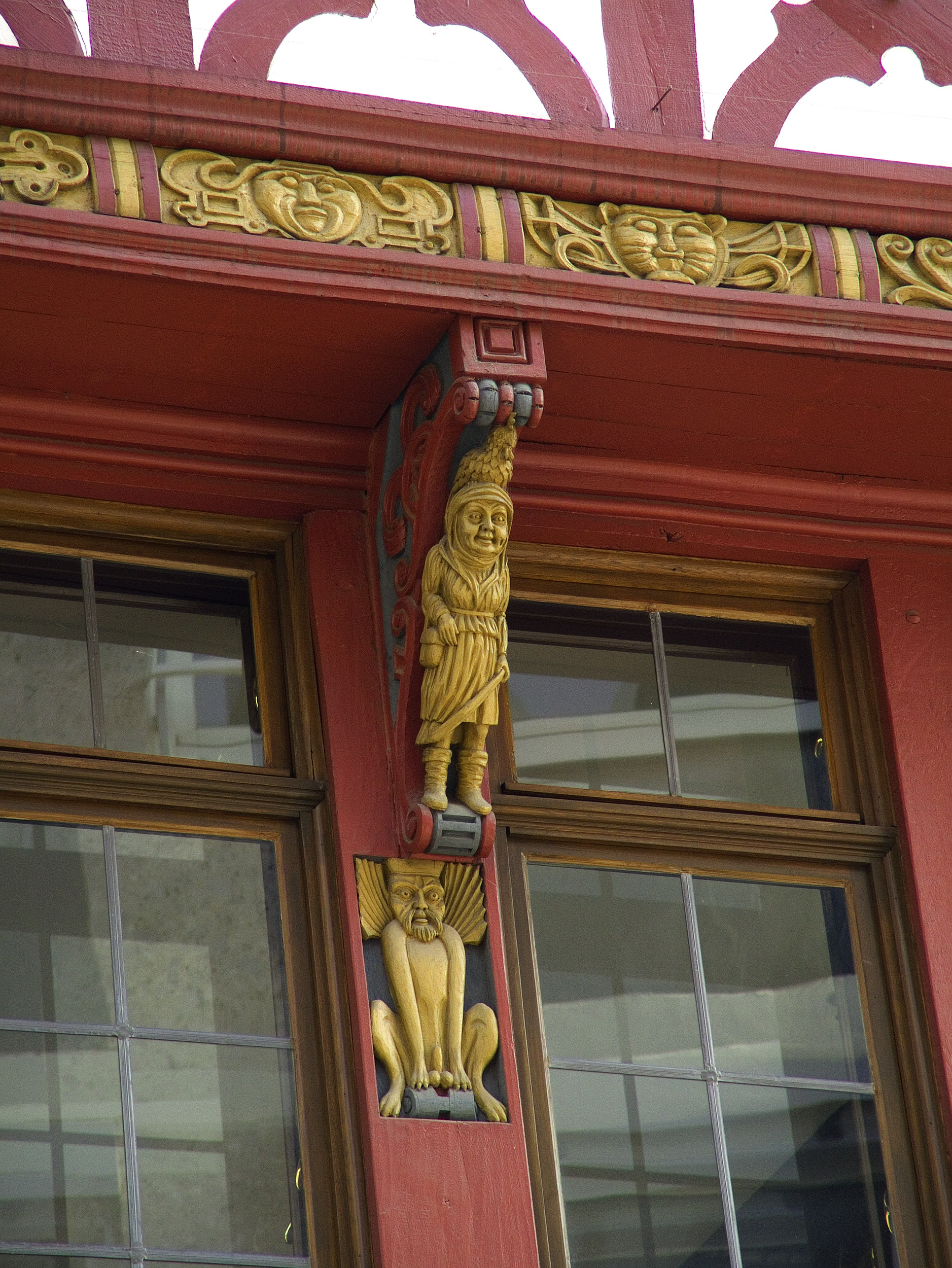
Westliche Knaggenfigur, darüber Triglyphenfries

Dem Blick an der zum Markt gewandten Giebelseite des Hauses in gerade Richtung zum Eckpfosten des Großen Engels folgend, erblickt man zwei weitere figürliche Knaggenschnitzereien (s. Bilder). Sie sind bereits dem Großen Engel zuzurechnen. Hier gehen den eigentlichen Knaggen in die Ständer des Fachwerks eingearbeitete Schnitzereien voraus, die von ihren Motiven eher volkstümlich denn als antikisierende Darstellungen erscheinen: die östliche bzw. vom Markt aus gesehen linke zeigt grinsende Figur in Badehose, die westliche bzw. vom Markt aus gesehen rechte einen kauernden, geflügelten Dämonen. Die darüber befindlichen Figuren an den seitlich mit typischen Renaissance-Rollwerk geschmückten Knaggen sind dagegen von völlig menschlicher Natur. Die linke Figur stellt einen Soldaten mit Säbel und Hakenbüchse dar, die rechte Figur eine bäuerliche, durch den zu großen Kopf lustig erscheinende Frau mit einem Huhn auf dem Kopf. Beide sind in die Tracht der Zeit gekleidet.
Das von den vorgenannten Knaggen gestützte Gerähms ist mit Schnitzereien geschmückt, die an einen antiken Triglyphen-Fries erinnern. Umgeben vom Renaissance-Rollwerk erblickt man hier in den Metopen verschiedene fratzenhafte Maskendarstellungen; sie wiederholen sich in Kielbögen über fast allen Fenstern des Großen Engels, insbesondere an der zum Römerberg gewandten Seite. Einzig über den Fenstern am Erker in Höhe des achteckigen Aussichtstürmchens befinden sich am ehesten an Kleeblätter erinnernde Stürze.

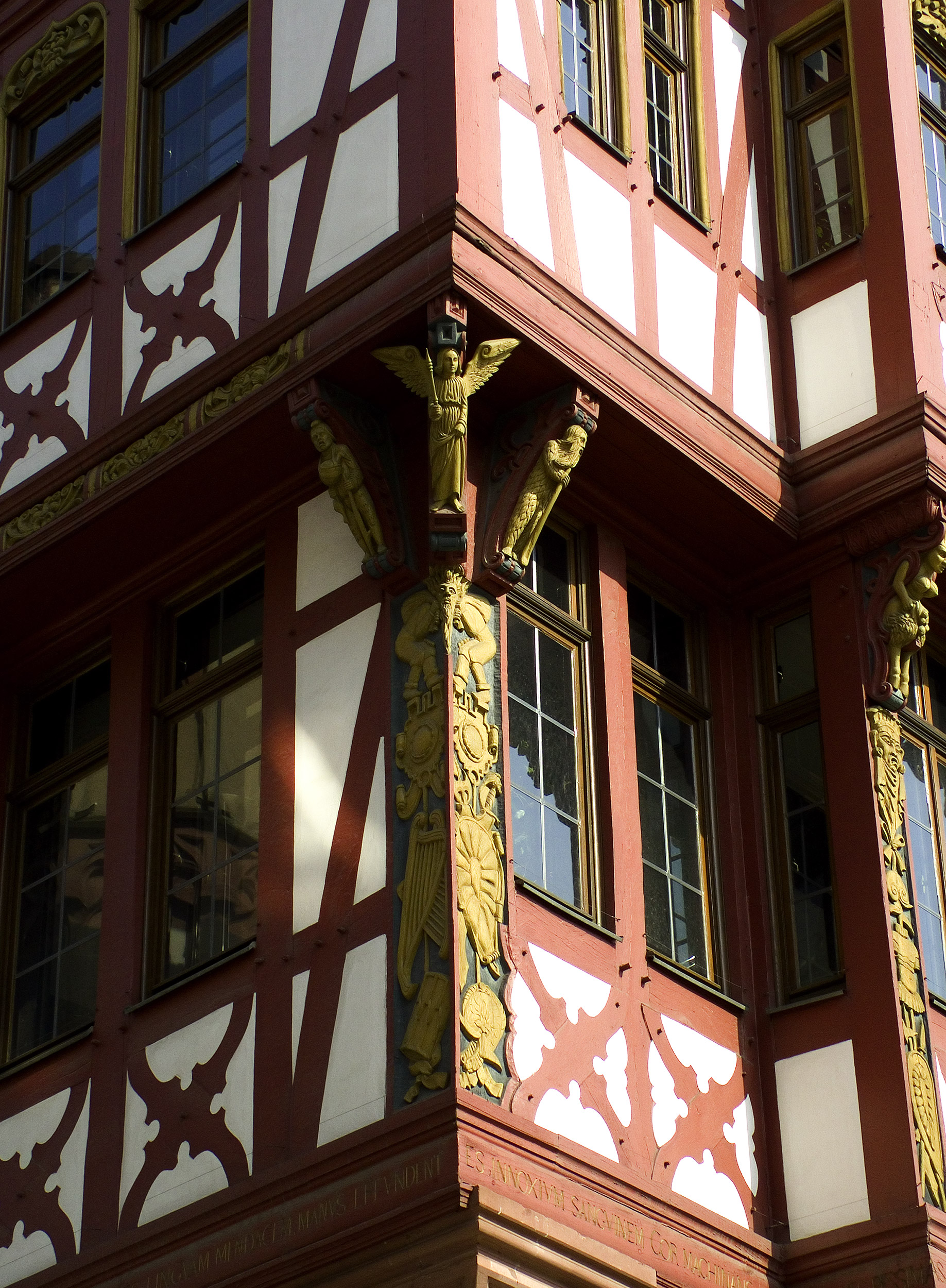
Verzierungen des Eckpfostens am Großen Engel

Als typische Renaissance-Darstellung erscheint der zum Römerberg gewandte Eckpfosten am Großen Engel (s. Bild). Hier sind von unten nach oben auf der linken Seite verschiedene Musikinstrumente, auf der rechten Seite verschiedene Waffen- und Rüstungsteile zu erkennen. Auffällig ist hier vor allem die Harfe, die eventuell auch eine Verewigung des Miterbauers Hilarius Harpf darstellt, führte er doch eine Harfe im Wappen. Die Darstellungen werden gefolgt von zwei auf einem von Zinnen gekrönten Gebilde marschierenden, einen Beutel auf den gekrümmten Rücken gewuchteten Gestalten. Sie erscheinen als Chimäre, da sie sich über die Kante des Balkens denselben, langbärtigen Kopf teilen. Im Gegensatz zum Kleinen Engel ist hier der Eckpfosten des zweiten Obergeschosses nicht mit Schnitzereien verziert. Stattdessen unterliegen hier gleich drei figürlich vollendete Knaggenfiguren dem Überhang des darüberliegenden Geschosses. Der mittlere zeigt einen Engel mit Zepter in der Hand, bei der Figur links davon scheint es sich um einen Bauern, bei der rechts um einen Wilden Mann zu handeln. Der Wilde Mann erscheint entsprechend als langbärtig, mit Fellbewuchs, einer Keule bewehrt und eher gutmütig dreinblickend; der in ein Gewand der Zeit gekleidete Bauer trägt in der rechten Hand eine geschlachtete Ente, vor seiner Brust in einem umgehängten Netz eine lebende Gans und zeigt sich von vergleichsweise grimmiger Mimik.

##### Erker des Großen Engels

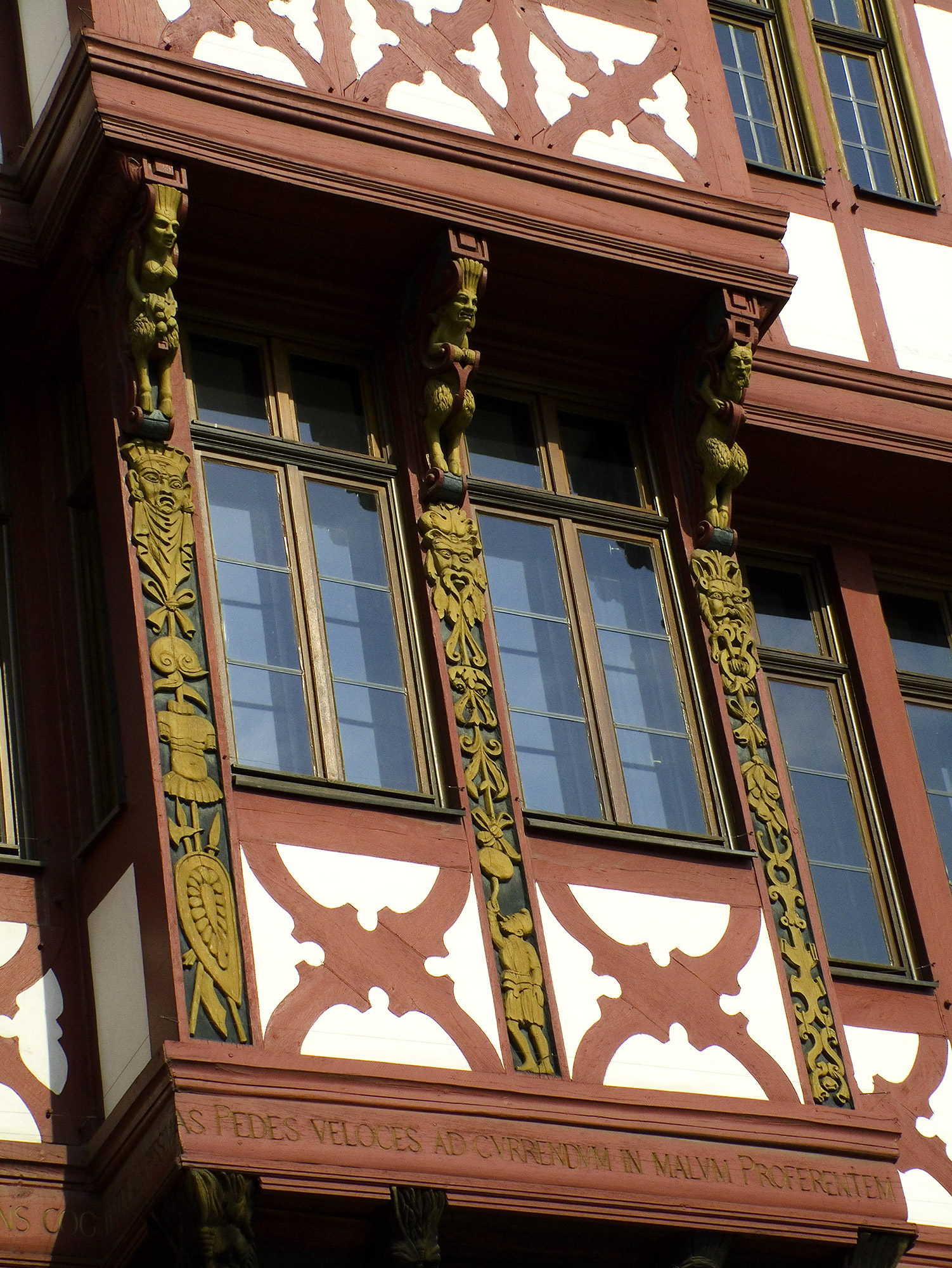
Knaggen und Schmuck der Fachwerkständer am Erker des Großen Engels

Die Spitze der Schnitzkunst am Gebäude ist das Unterteil des zum Römerberg gewandten Erkers am Großen Engel (s. Bilder). Er setzt mit Löwentatzen auf dem das steinerne Erdgeschoss teilende Gurtgesims auf. Weiter nach oben verlaufend entwickeln sich die Löwentatzen zu je einem Akanthusblatt. Darunter werden im weiteren Verlauf vier profilierte Holzstreben sichtbar, die perfekt mit dem Überhang des beginnenden Erkers abschließen. Am oberen Ende sind die Balken als eine Art hölzerner Kragstein ausgeführt, die in meisterhaften Detail Schnitzmasken zeigen, wobei nur eine menschlich erscheint. Die anderen drei Köpfe sind, offenbar passend zum unteren Ende der Holzstreben, löwenähnliche Fabelwesen.
Die Holzstreben teilen die westliche Seite des Erkers in drei Felder ein, wobei eine genaue Beschreibung der zahllosen Ornamente und Ziergegenstände der linken und rechten Felder den Rahmen dieses Artikels sprengen würde. Das mittlere, flächenmäßig größte Feld zeigt einen aus einem Aufbau mit Tor schreitenden Engel mit Spruchband. Über seinem Kopf befindet sich eine Tafel mit einem Bibelzitat, zu seinen Füßen die Wappenschilder von Niklas und Anna Steinmetz (geborene von Höchst). Das linke, durch einen Balken zweigeteilte Schild zeigt im oberen Feld zwei, im unteren einen Hammer; im rechten Schild sind drei Kleeblätter zu sehen.
In der schmalen, zum Markt gewandten Nordseite des Erkerunterteils ist, umgeben von weiterem Zierwerk, ein aus Arkaden herausschauender Engel mit einem Buch in der Hand zu sehen. Unterhalb seiner Darstellung ist eine Tafel mit einem Verweis auf eine weitere Bibelpassage zu sehen. Die gegenüberliegende, ebenso schmale Südseite zeigt ein ähnliches Bild, nur hält hier der Engel in der einen Hand eine Waage, in der anderen ein Schwert – eine typische mittelalterliche Allegorie für göttliche Gerechtigkeit.

Erkerunterbau am Großen Engel
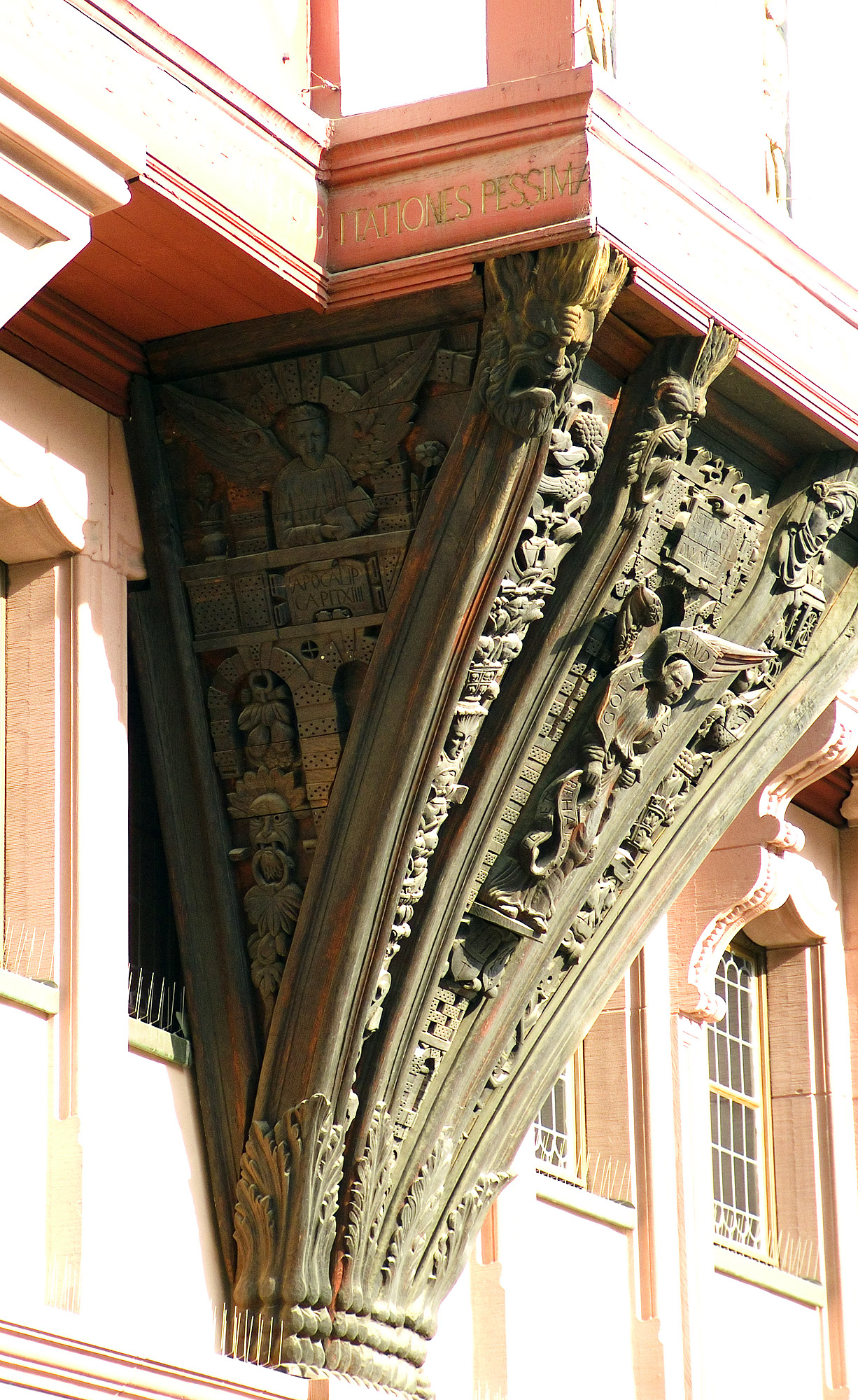
Nordseite
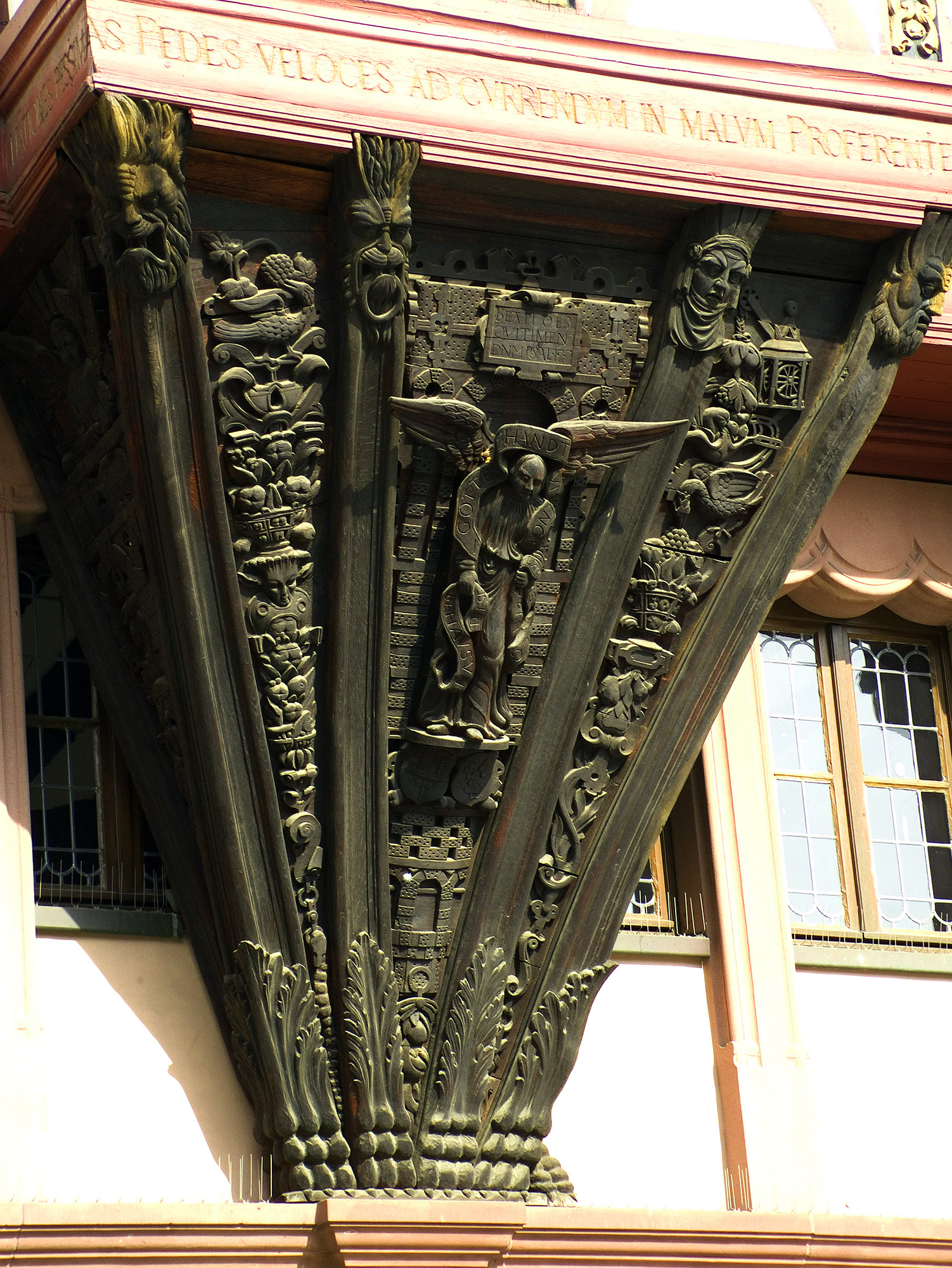
Westseite
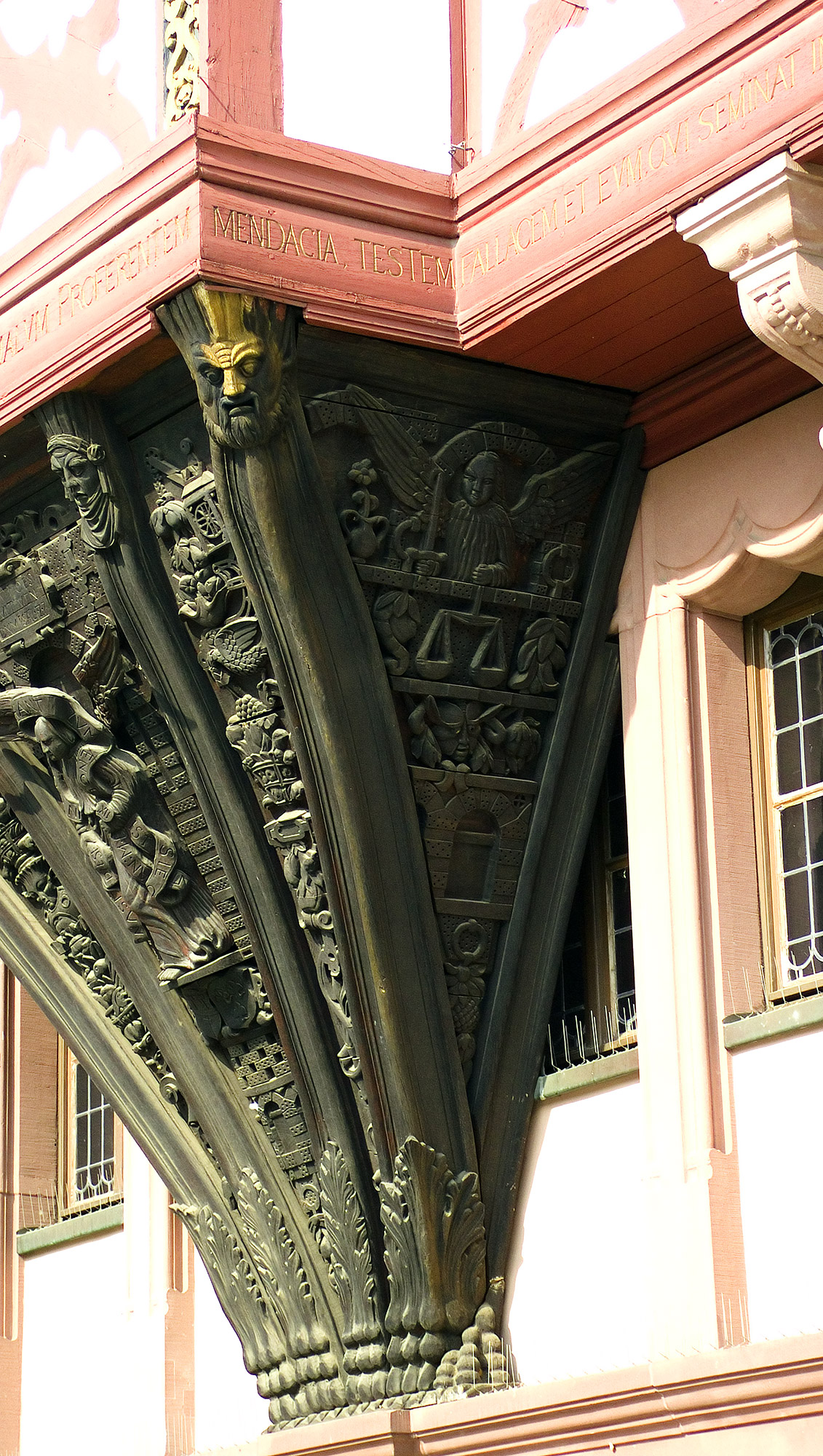
Südseite

Auffällig am gesamten Erker sind die an holländische Festungsbauten erinnernden Rustika-Quader, die sich in den architektonischen Parts der Schnitzereien wiederholen. Ob hieraus ein Rückschluss auf die Herkunft des unbekannten Schnitzkünstlers gezogen werden kann, sei dahingestellt. Jedoch fällt die Errichtung des Gebäudes auch zeitlich mit der beginnenden Zuwanderung niederländischer Familien nach Frankfurt zusammen. Lübbecke ging dagegen davon aus, dass es in Anbetracht der Zwänge des Frankfurter Zunftwesens der Zeit auf jeden Fall Frankfurter Handwerker waren, die niemals einem auswärtigen oder zugewanderten Berufsständler an einem solchen Großauftrag hätten teilhaben lassen.
Der Schmuckreichtum des Erkers setzt sich noch im darüberliegenden Fachwerkgeschoss fort, als hier alle drei vorhandenen Ständer des Fachwerks in einer ähnlich reichen Weise verziert sind wie der Eckbalken zum Römerberg. Wieder sind typische Ziergegenstände und Rollwerk zu erblicken, am oberen Ende scheinen sich die löwenähnlichen Masken aus den Kopfenden des Erkerunterbaus zu wiederholen. Die folgenden drei Knaggen mit figürlichen Schnitzereien sind wieder typische Satyrdarstellungen, wie sie überall am Gebäude auftreten und bereits beschrieben wurden (s. Bild).

### Inneres

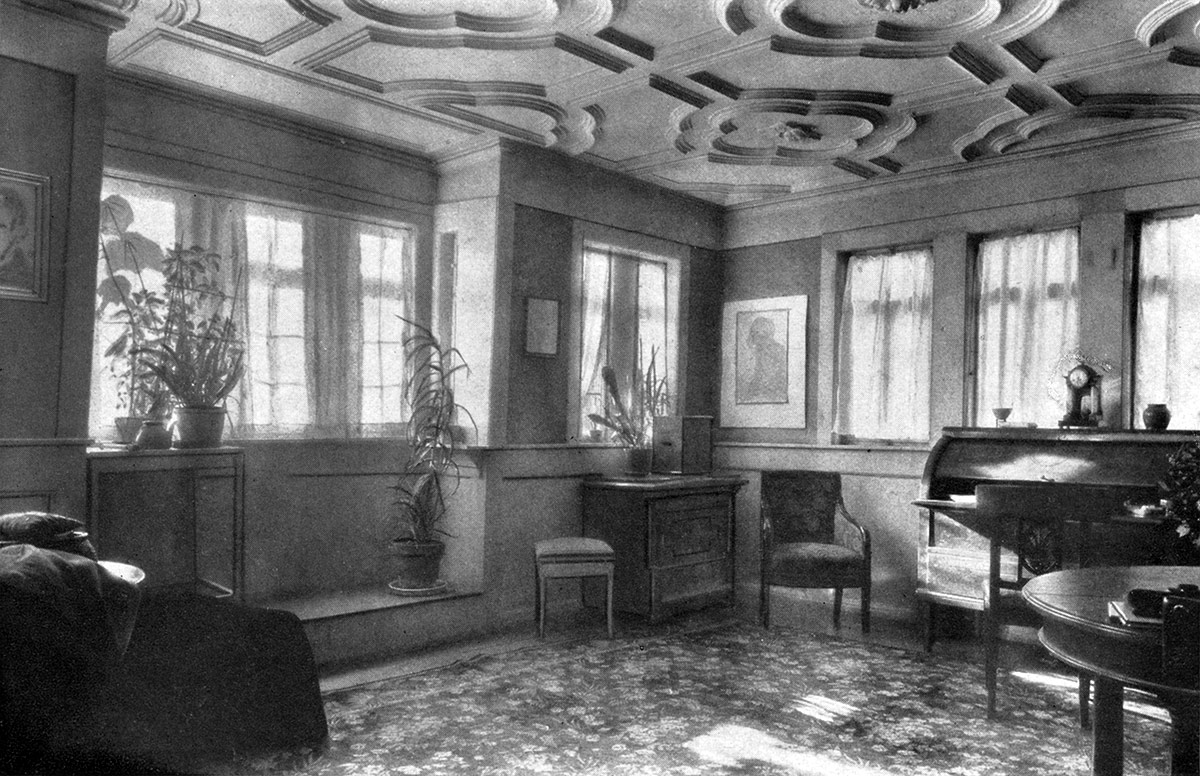
Raum mit Stuckdecke im Großen Engel, um 1910

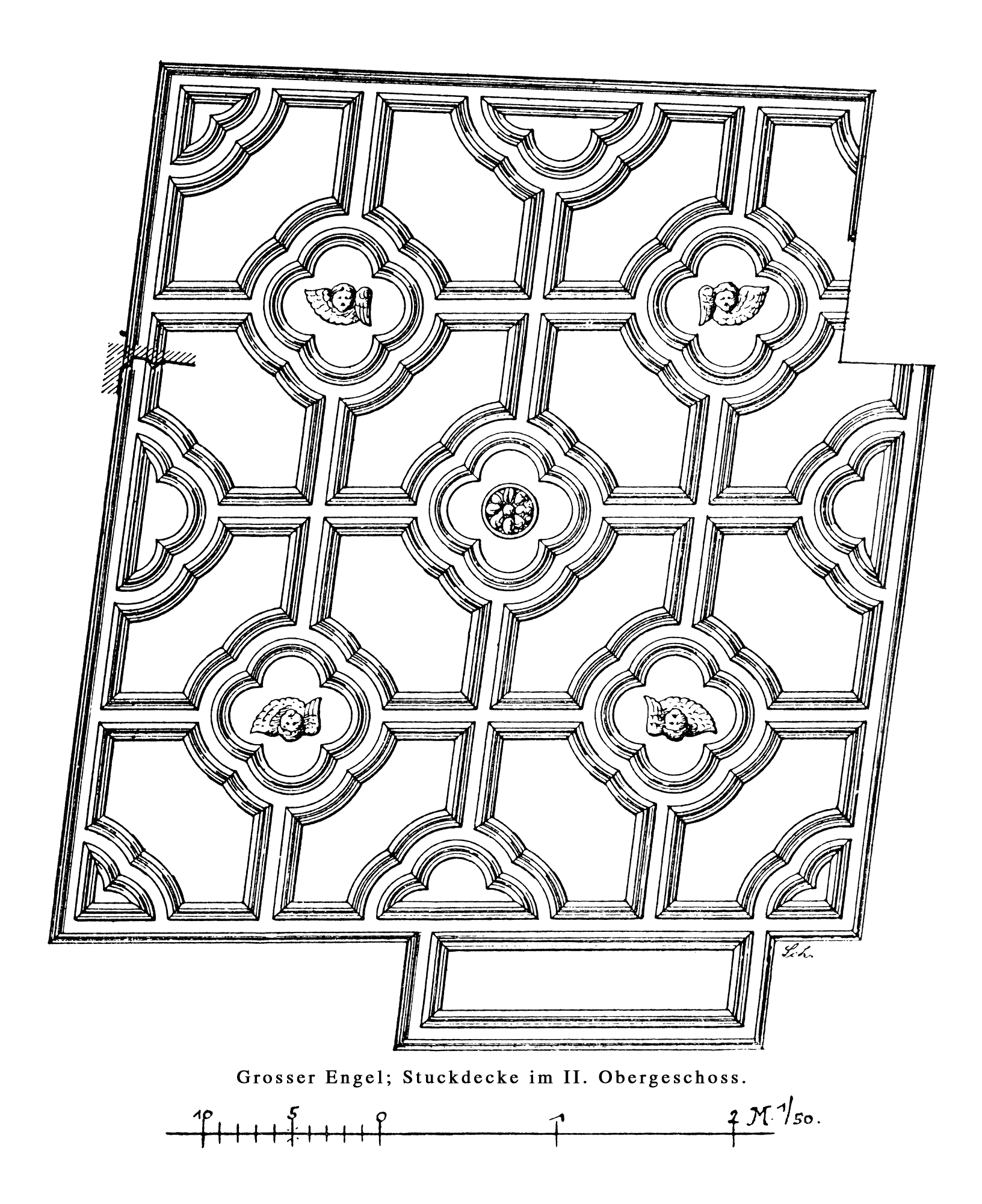
Gliederung der Stuckdecke

Da über die Innenräume der Rekonstruktion zum gegenwärtigen Zeitpunkt nichts bekannt ist, sei hier weitestgehend der Zustand des Gebäudes von vor der 1944 erfolgten Zerstörung wiedergegeben. Da sich der Wiederaufbau äußerlich am Zustand nach der 1905 erfolgten Renovierung orientierte, dürfte die folgende Schilderung weitestgehend auch auf das Innere des Baus, wie es sich heute darstellt, anwendbar sein.
Der Innenaufbau war sehr einfach gehalten. Nachdem man 1905 die innerlich räumlich voneinander getrennten Gebäudeteile vereinigt hatte, gab es nun auf jedem Geschoss eine große Vorderstube, das Treppenhaus, eine kleine hintere Stube und ein vorderes kleines Zimmer. Letzteres war durch Wegfall des Treppenhauses im Großen Engel entstanden, hatte man es doch bei der 1905 erfolgten Renovierung des Gebäudes im Zuge der Zusammenlegung der Gebäudeteile zugunsten des Treppenhauses im Kleinen Engel entfernt (vgl. Bilder der noch den alten Zustand zeigenden Grundrisse). Im Erdgeschoss war unterhalb der Treppen der Keller zugänglich.
Der Keller des Gebäudes war als Tonnengewölbe ausgeführt und bedeckte eine größere Fläche als das Haus selbst, als er sich zum Römerberg hin noch etwa drei Meter unterirdisch fortsetzt. Von hier aus war er früher durch einen Eingang mit Steintreppe neben der Haustür zu erreichen, heute gibt es offenkundig nur noch den zweiten Zugang, der sich im Hausflur unter der Treppe befindet. Der Keller des Kleinen Engels, von der Bauweise her identisch mit dem des Großen Engels, war schon immer nur durch eine Treppe in seinem Inneren zu erreichen. Ganz offensichtlich wurden spätestens 1905 auch die Kellerräume zusammengelegt, gab es seitdem im Inneren doch nur noch eine Treppe und somit auch nur noch eine Möglichkeit, ihn zu betreten. Die Rekonstruktion dürfte diesen Zustand, sofern der Keller überhaupt noch erhalten ist, relativ originalgetreu abbilden.
Des Weiteren hatte sich bis zur Kriegszerstörung nur noch wenig innere Originalausstattung erhalten, die höchstwahrscheinlich aus Kostengründen nicht in die Rekonstruktion mit einbezogen wurde. Dazu gehörte eine Stuckdecke in der großen Vorderstube des zweiten Obergeschosses (s. Bilder), welche in ihren Motiven von geometrischen Ornamenten eingerahmte Engelsköpfchen zeigte. Auch noch dem frühen 16. Jahrhundert entstammend war eine im spätgotischen Stil gehaltene Tür im Dachgeschoss, die nicht bildlich dokumentiert ist.

### Inschriften
Eine Besonderheit sowohl am Kleinen wie auch am Großen Engel sind die zahlreichen Inschriften am Gebäude, wobei es sich größtenteils um direkte Bibelzitate oder Verweise darauf handelt. Sie sind im Folgenden in ihrer tatsächlichen Schreibweise wiedergegeben, wo die altertümliche Schreibweise des U als V dominiert. Des Weiteren sind Textumbrüche durch Absätze oder „Umknicken“ an Kanten von Gebälk oder Gesims hier durch einen vertikalen Strich angezeigt.
Eine der wenigen mittelhochdeutschen Inschriften umläuft die Kämpferplatte am Kragstein des Kleinen Engels auf drei von vier Seiten und lautet:
DIS HAVS SDEDEDN GOTES| HAND ZVM KLEIN ENGEL IS|T ES GENANT
Eine sehr ähnliche Inschrift befindet sich auf einem Spruchband in der Hand des Engels, der auf der Westseite des Erkerunterbaus am Großen Engel zu sehen ist. Da das Spruchband aber plastisch ausgeführt ist und sich in der Darstellung mehrfach windet, kann es nicht vollständig abgelesen werden. Aufgrund dessen, was zu lesen ist, lautet der Spruch aber vermutlich, was an dieser Stelle einzig einleuchten würde:
DIS HAVS SDEDEDN GOTES HAND ZVM GROSSEN ENGEL IST ES GENANT
Alle weiteren Inschriften am Haus sind in Latein gehaltene Bibelzitate oder Verweise darauf. Dies beginnt mit einer Inschrifttafel über dem Kopf des vorgenannten Engels am Erkerunterbau. Sie gibt ein Teil des ersten Verses des 128. Psalms wieder:
BEATI OES| OVI TIMENT| DNM·PSAL·1·2·2
Bei genauerer Betrachtung sieht man, dass dem Holzschnitzer hier ein Fehler unterlief, als sich die genannte Passage („Wohl dem, der den HERRN fürchtet“) in Psalm 128 und nicht in Psalm 122 findet. Die Rekonstruktion gibt den Fehler authentisch wieder.
An der Nordseite des Erkers befindet sich unterhalb eines anderen Engels eine weitere Tafel, der allerdings nur folgenden Verweis auf eine Bibelpassage enthält:
APOCALIP| CAPIT XIIII
Vermutlich handelt es sich hierbei um einen Verweis auf Kapitel 14 der Offenbarung, wo in Vers 6 und 7 wieder ein Bezug zu einem Engel und somit zum Hausnamen hergestellt wird:
Und ich sah einen andern Engel fliegen mitten durch den Himmel, der hatte ein ewiges Evangelium zu verkündigen denen, die auf Erden wohnen, allen Nationen und Stämmen und Sprachen und Völkern.
Und er sprach mit großer Stimme: Fürchtet Gott und gebt ihm die Ehre; denn die Stunde seines Gerichts ist gekommen! Und betet an den, der gemacht hat Himmel und Erde und Meer und die Wasserquellen!
Der schließlich längste Bibelspruch verläuft entlang der gesamten Gerähmsbalken zwischen Erdgeschoss und ersten Obergeschoss des Großen Engels. Er beginnt auf der zum Markt gewandten Seite des Großen Engels und endet auf der Seite zum Römerberg erst kurz vor der Stelle, an der das Gebäude an das Nachbarhaus Goldener Greiff stößt. Hier werden insgesamt vier Verse aus dem sechsten Kapitel der Sprüche Salomos rezitiert:
SEX SVNT QVAE ODIT DOMINVS ET SEPTIMVM DETESTATVR ANIMAE EIVS
OCVLOS SVBLIMES LINGVAM MENDACEM MANVS EFFVNDENTES INNOXIVM SANGVINEM
COR MACHINANS COGITATIONES PESSIMAS PEDES VELOCES AD CVRRENDUM IN MALVM
PROFERENTEM MENDACIA TESTEM FALLACEM ET EVM QVI SEMINAT INTER FRATRES DISCORDIAS
Dies bedeutet nach der Übersetzung Luthers:
Diese sechs Dinge hasst der HERR, diese sieben sind ihm ein Greuel
stolze Augen, falsche Zunge, Hände, die unschuldiges Blut vergießen
ein Herz, das arge Ränke schmiedet, Füße, die behende sind, Schaden zu tun
ein falscher Zeuge, der frech Lügen redet, und wer Hader zwischen Brüdern anrichtet

#### Deutung
In Anbetracht der zahlreichen Bibelzitate und figürlichen Darstellungen sowohl aus dem Himmel wie auch der Hölle stellt sich die Frage nach der Absicht des Künstlers und der ihn beauftragenden Bauherren. In der Literatur sind verschiedene Ansätze zur Deutung der Gestaltung des Gebäudes aufgezeigt, die mangels überlieferter Informationen aber als reine Theorie anzusehen sind.
Losgelöst vom familiären Hintergrund der Bauherren wäre es durchaus möglich, dass am Gebäude schlicht eine Gegenüberstellung beider fundamentalen biblischen Kräfte erfolgen sollte. Andererseits regte oft ein bereits überkommener alter Hausname die Phantasie der Künstler an, wie es an vielen ehemaligen Baudenkmälern der Frankfurter Altstadt belegt wurde. Dazu kommt die vom Stil noch sehr der klassischen Volkskunst und damit auch dem Volksglauben der Zeit zuzurechnende Ausführung der Zierarbeiten. Somit sprechen die Indizien eher für die These, dass es sich bei allen biblischen Bezügen schlicht um die Merkmale einer vom strengen Glauben geprägten Zeit handelt und die zahlreichen dämonischen Figuren, eher „heidnischem“ Volksglauben folgend, der Abwehr böser Geister vom Haus dienen sollten.
Lübbecke verfolgte einen anderen Ansatz und deutete die Bibelsprüche als von der bauführenden Witwe Burckhardt auf den katholisch gebliebenen Teil der Familie ihres verstorbenen, zum Protestantismus übergetretenen Mannes gemünzt. Und tatsächlich erscheint insbesondere das Zitat aus den Sprüchen Salomos am Haus fast perfekt zu passen, wenn man innerfamiliäre Streitigkeiten infolge der gespaltenen Glaubensverhältnisse unterstellt. Dies dürfte aber in Anbetracht der Zeit außer Frage stehen, war die Gesellschaft im frühen 16. Jahrhundert doch noch stark kirchlich geprägt. Als weiteren Hinweis deutet Lübbecke zusätzlich noch den Verweis auf das Kapitel 14 der Offenbarung, welches als Kampfkapitel der Lutheraner gegen Rom galt.